# Premislau II da Polônia
Premislau II (em polonês: Przemysł II, também conhecido como Premyslas ou Premislaus ou Przemysław; Poznań, 14 de outubro de 1257 – Rogoźno, 8 de fevereiro de 1296) foi o Duque de Poznań de 1257  a 1279, da Grande Polônia de 1279 a 1296, de Cracóvia de 1290 a 1291,  e Gdańsk Pomerânia (Pomerélia) de 1294 a 1296, e depois Rei da Polônia de 1295 até sua morte. Após um longo período de altos duques poloneses e dois reis nominais, ele foi o primeiro a obter o título hereditário de rei e, assim, a devolver a Polônia à categoria de reino.  Membro do ramo da Grande Polônia da Casa de Piasta como filho único do Duque Premislau I e da Princesa Isabel da Silésia, nasceu postumamente;  por esta razão ele foi criado na corte de seu tio Boleslau, o Piedoso e recebeu seu próprio distrito para governar, o Ducado de Poznań em 1273. Seis anos depois, após a morte de seu tio, obteve também o Ducado de Kalisz. 
No primeiro período do seu governo, Premislau II esteve envolvido apenas em assuntos regionais, primeiro em estreita colaboração e depois competindo com o duque de Wrocław, Henrique IV, o Justo.  Esta política causou a rebelião da proeminente família Zaremba e a perda temporária de Wieluń.  Trabalhando com o Arcebispo de Gniezno, Jakub Świnka, buscou a unificação dos principados da Dinastia Piasta.  Inesperadamente, em 1290, sob o testamento de Henrique IV, conseguiu obter o Ducado de Cracóvia  e com isso o título de Grão-Duque da Polônia; no entanto, não tendo apoio suficiente da nobreza local (que apoiava outro membro da Dinastia Piasta, Ladislau I, o Breve) e confrontado com as crescentes ameaças do rei Venceslau II da Boêmia, Premislau II finalmente decidiu retirar-se da Pequena Polônia,  que estava então sob o domínio da Dinastia Premislida. 
Em 1293, graças à mediação do Arcebispo Jakub Świnka, ele se juntou a uma estreita aliança com os príncipes da Cujávia, Ladislau I, e Casimiro II de Łęczyca.  Esta aliança era anti-boêmia e o seu objetivo era recuperar Cracóvia, então nas mãos do rei Venceslau II.
Após a morte do duque Mestuíno II em 1294, e de acordo com o Tratado de Kępno  assinado em 1282, Premislau II herdou a Pomerélia. Isto fortaleceu a sua posição e permitiu a sua coroação como Rei da Polônia.  A cerimônia foi realizada em 26 de junho de 1295 em Gniezno, e foi realizada por seu aliado, o arcebispo Jakub Świnka.  Apenas nove meses depois, em 8 de fevereiro de 1296, Premislau II foi assassinado durante uma tentativa fracassada de sequestro feita por homens do Marquês de Brandemburgo, com alguma ajuda das famílias nobres polonesas de Nałęcz e Zaremba.  

## Nascimento e nomeação
Premislau II nasceu em 14 de outubro de 1257 em Poznań como o quinto filho e único filho do duque Premislau I da Grande Polônia e de sua esposa Isabel, filha do duque Henrique II, o Piedoso da Silésia. Sabe-se que ele nasceu de manhã, porque segundo a Crônica da Grande Polônia, quando a duquesa viúva Isabel deu à luz um filho, os vigários e cônegos da cidade cantavam as orações matinais.  À notícia do nascimento, o clero local entoou o Te Deum laudamus.  Pouco depois do seu nascimento, o príncipe foi batizado pelo Bispo de Poznań, Bogufał III. 
De acordo com a Crônica da Grande Polônia (Kronika wielkopolska),  Premislau II recebeu o nome de seu pai, que morreu quatro meses antes de seu nascimento, em 4 de junho de 1257. A forma do nome nos dias de seus contemporâneos certamente soava como Przemysł ou possivelmente Przemyśl. No entanto, devido ao facto de a palavra "Przemysł" (em inglês:  Indústria) significa hoje "a produção de um bem ou serviço dentro de uma economia", é razoável considerar que o seu nome poderia ser uma forma válida de Przemysław, especialmente porque esta versão é sem dúvida mais medieval (ocorre no início do século XIV).  Outro nome pelo qual o Duque da Grande Polônia provavelmente era conhecido, seguindo as indicações do Rocznik Kołbacki,  é Pedro (em polonês/polaco:  Piotr), mas Oswald Balzer considerou isso um erro óbvio.  O único historiador que reconheceu o nome Pedro como autêntico foi K. Górski. 
Nenhuma fonte sobre governantes contemporâneos forneceu informações sobre um apelido. Somente em fontes relacionadas à Ordem Teutônica de 1335 ele recebe o apelido de Kynast.  Na historiografia atual ele é algumas vezes apelidado de Póstumo (em polonês/polaco:  Pogrobowiec),  mas isso não foi universalmente aceito.

## Tutela de Boleslau, o Piedoso (1257–1273)

### Infância
Na época de seu nascimento, Premislau II era o governante nominal do Ducado de Poznań. A tutela do Ducado, provavelmente junto com sua mãe Isabel,  foi assumida por seu tio, o duque Boleslau, o Piedoso e sua esposa, a princesa húngara Iolanda. Consequentemente, o príncipe permaneceu na corte de Poznań, onde a sua mãe o criou. Em 16 de janeiro de 1265, a duquesa viúva Isabel morreu em sua propriedade em Modrze, e o órfão Przemysł junto com suas irmãs foram mais tarde cuidados por seu tio e sua tia. 
Existe muito pouca informação sobre a educação ministrada a Premislau II. Fontes diplomáticas mantiveram apenas os nomes de dois de seus professores: Dragomir e Przybysław.  Supõe-se (embora sem qualquer evidência direta) que o príncipe tinha algum conhecimento pelo menos de latim na fala e na escrita. 

### Relações com Brandemburgo e Neumark
A próxima menção a Premislau II ocorreu em 1272, quando seu tio, o duque Boleslau, o Piedoso, o nomeou comandante nominal de uma expedição armada contra Brandemburgo. Os verdadeiros comandantes da expedição foram o governador de Poznań, Przedpełk e o castelão de Kalisz, Janko. A expedição foi lançada em 27 de maio; além do propósito específico de adquirir e destruir a fortaleza recém-construída em Strzelce Krajeńskie (ou, caso isso se mostrasse impossível, pelo menos a desolação de Neumark). O jovem príncipe deveria ser educado na arte da guerra. O projeto, conforme detalhado na Crônica da Grande Polônia,  foi um grande sucesso. A cidade de Strzelce Krajeńskie, após uma batalha curta, mas extremamente feroz, foi derrotada e capturada pelo exército da Grande Polónia. Segundo a Crónica, ao assumir o comando da fortaleza, Premislau II ordenou o massacre dos defensores, e apenas a intervenção dos cavaleiros polacos salvou a vida dos poucos sobreviventes 
Pouco depois de completar a expedição e com a maioria de suas forças voltando, Przemysł II recebeu uma mensagem confidencial de que a fortaleza de Drezdenko era protegida por apenas alguns cavaleiros alemães. O jovem príncipe, apesar de ter apenas uma parte de suas forças, decidiu fazer um ataque rápido. Isto surpreendeu completamente os defensores e temendo o mesmo destino dos soldados de Strzelce Krajeńskie, eles decidiram entregar a fortaleza em troca de perdão total. Depois disso, Premislau II tomou a fortaleza em nome de seu tio e voltou triunfalmente para casa. 
No mesmo ano, Premislau II concluiu a sua primeira aliança com o duque Mestuíno II da Pomerélia. A princípio aliado dos Margraves de Brandemburgo, Mestuíno II conseguiu expulsar seus irmãos e tios da Pomerânia e tornou-se governante único em 1271, mas logo depois foi derrotado e até preso por eles; isso fez com que ele cedesse a província de Gdańsk ao Margrave Conrado de Brandemburgo em troca de ajuda contra seus inimigos. Apesar de Mestuíno II manter a soberania feudal sobre o território, a Marca de Brandemburgo ainda ocupou os principais castelos e fortalezas da cidade mesmo após a restauração de Mestuíno II no trono ducal. Sabendo que as suas forças eram demasiado fracas contra Brandemburgo, o duque da Pomerânia decidiu então fazer uma aliança com os governantes da Grande Polónia, Boleslau, o Piedoso (que provavelmente era seu primo-irmão)  e Premislau II.
A aliança Grande Polónia-Pomerânia acabou por recuperar as fortalezas de Gdańsk e pela expulsão completa das forças de Brandemburgo da Pomerânia. Embora logo depois de Mestwin II ter decidido concluir uma paz separada com a Margraviada, a aliança com a Grande Polónia assinada em 1272 permaneceu em vigor.  A contínua ameaça de Brandemburgo e a incerteza da aliança com Mestwin II, fizeram com que Bolesław, o Piedoso, começasse a procurar novos aliados em caso de guerra. Para este efeito, Bolesław decidiu procurar um acordo com o duque Barnim I da Pomerânia.

### Primeiro casamento
Como parte da nova aliança com a Pomerânia, o casamento foi arranjado entre Premislau II e a neta de Barnim I, Ludgarda,  filha de Henrique I, o Peregrino, Senhor de Meclemburgo e Anastasia da Pomerânia. Aparentemente, o jovem príncipe estava satisfeito com a sua jovem noiva,  como afirma a Crónica da Grande Polónia:
«E quando ele a viu, gostou da pessoa dela. E lá no país do dito duque Barnim, na cidade de Szczecin, tomou-a por esposa. E isso aconteceu em seu décimo sexto ano de vida (1273).»
Após o casamento, o casal foi brevemente separado. Przemysł II veio para a Grande Polónia, onde juntamente com o seu tio preparou a chegada cerimonial da sua esposa a Poznań. Finalmente, juntamente com o seu tio, a sua tia Jolenta, o bispo Mikołaj I de Poznań e outros dignitários da Grande Polónia, o príncipe foi para a fronteira em Drezdenko, onde solenemente trouxe Ludgarda para a sua nova casa. A aliança entre a Grande Polónia e a Pomerânia foi dirigida contra Brandemburgo e, em 1274, resultou em mais de uma expedição retaliatória contra a Grande Polónia; pegos de surpresa, os príncipes observaram como, sem grandes obstáculos, o exército de Brandemburgo chegou a Poznań e queimou a principal fortaleza da cidade.  Só depois disso a cavalaria da Grande Polônia foi organizada às pressas e conseguiu expulsar os invasores.

## Duque Independente de Poznań (1273–1279)

### Rebelião
Em 1273, Przemysł II tornou-se duque independente de Poznań. As circunstâncias em torno deste evento não são totalmente claras.  Com base em apenas uma fonte conhecida, um documento datado de 1 de outubro de 1273, parece que Przemysł II começou a usar o título de "dux Poloniae" ( Duque da [Grande] Polônia ).  Um documento emitido em 25 de agosto de 1289 observa que o governante da Grande Polônia deu as aldeias de Węgielnice e Łagiewnice ao major de Gniezno, Piotr Winiarczyk, em gratidão por ajudá-lo a escapar da fortaleza de Gniezno (no entanto, quando o incidente ocorreu foi não mencionado no documento).  À luz da historiografia moderna, os acontecimentos que precederam a publicação deste documento poderiam ser os seguintes: Przemysł II, insatisfeito com a tutela prolongada do seu tio, e com o apoio de alguns poderosos magnatas da Grande Polónia , decidiu, independentemente das consequências, para fazer valer os seus direitos sobre Poznań. Nesta fase, não está claro se houve algum incidente armado; em qualquer caso, as exigências de Przemysł II tornaram-se tão insistentes que terminaram na sua prisão no castelo de Gniezno. Pode-se presumir  que não existia uma prisão no sentido próprio da palavra, mas sim uma prisão domiciliar, durante a qual Przemysł II não foi vigiado com muito rigor, já que o príncipe conseguiu escapar do castelo sem qualquer ajuda externa. ajuda. Num documento entregue a Piotr Winiarczyk, o escritor utilizou a frase "qui de nocte consurgens", o que corrobora a suposição de que o escrivão estava dormindo e ficou completamente surpreso com a chegada do príncipe. Em qualquer caso, a verdadeira causa desta concessão de terras dadas a Winiarczyk por Przemysł II aparentemente não era certa, e provavelmente apenas o equipou com meios suficientes para escapar. 

### Aliança com Henrique, o Justo
Depois de escapar de Gniezno, Przemysł II provavelmente foi para a Baixa Silésia sob os cuidados de Henrique IV, o Justo, duque de Wrocław. Esta ajuda foi evidenciada pela conclusão de uma aliança (em data desconhecida) dirigida contra "qualquer homem e príncipe polaco", com exceção do duque Ladislau de Opole e do rei Otacar II da Boêmia. 
Uma aliança entre Przemysł II e Henrique IV colocou Bolesław, o Piedoso, numa situação muito desconfortável, porque ele era membro da coalizão pró-húngara de príncipes poloneses (além dele, incluía Boleslau V, o Casto, Lesco II, o Negro e Conrado II da Masóvia) não poderia ficar indiferente a esta estreita cooperação com o duque de Wrocław, que era o líder da coligação pró-boémia (à qual também pertenciam outros príncipes da Silésia). 
Esta aliança provavelmente forçou Bolesław, o Piedoso, a reconsiderar o tratamento que dispensou ao sobrinho e finalmente concedeu-lhe o Ducado de Poznań em 1273.  Przemysł II, em troca, não só interrompeu por um tempo a sua cooperação com o duque de Wrocław, mas decidiu apoiar o seu tio na expedição contra Władysław de Opole (aliado do rei Ottokar II e Henryk IV Probus), em retaliação às tentativas do governante de Opole para derrubar o governo de Bolesław V, o Casto, na Pequena Polônia durante a primeira metade de 1273.  Assim, com grande probabilidade, pode-se concluir que a esta altura o conflito entre Przemysł II e o seu tio pelo poder foi finalmente resolvido.
Existe muito pouca informação sobre o governo de Przemysł II sobre Poznań. Do período de 1273 a 1279, são conhecidos apenas quatro documentos emitidos pelo príncipe, incluindo dois emitidos em conjunto com seu tio Boleslau, o Piedoso.

### Conflito com Boleslau II, o Calvo

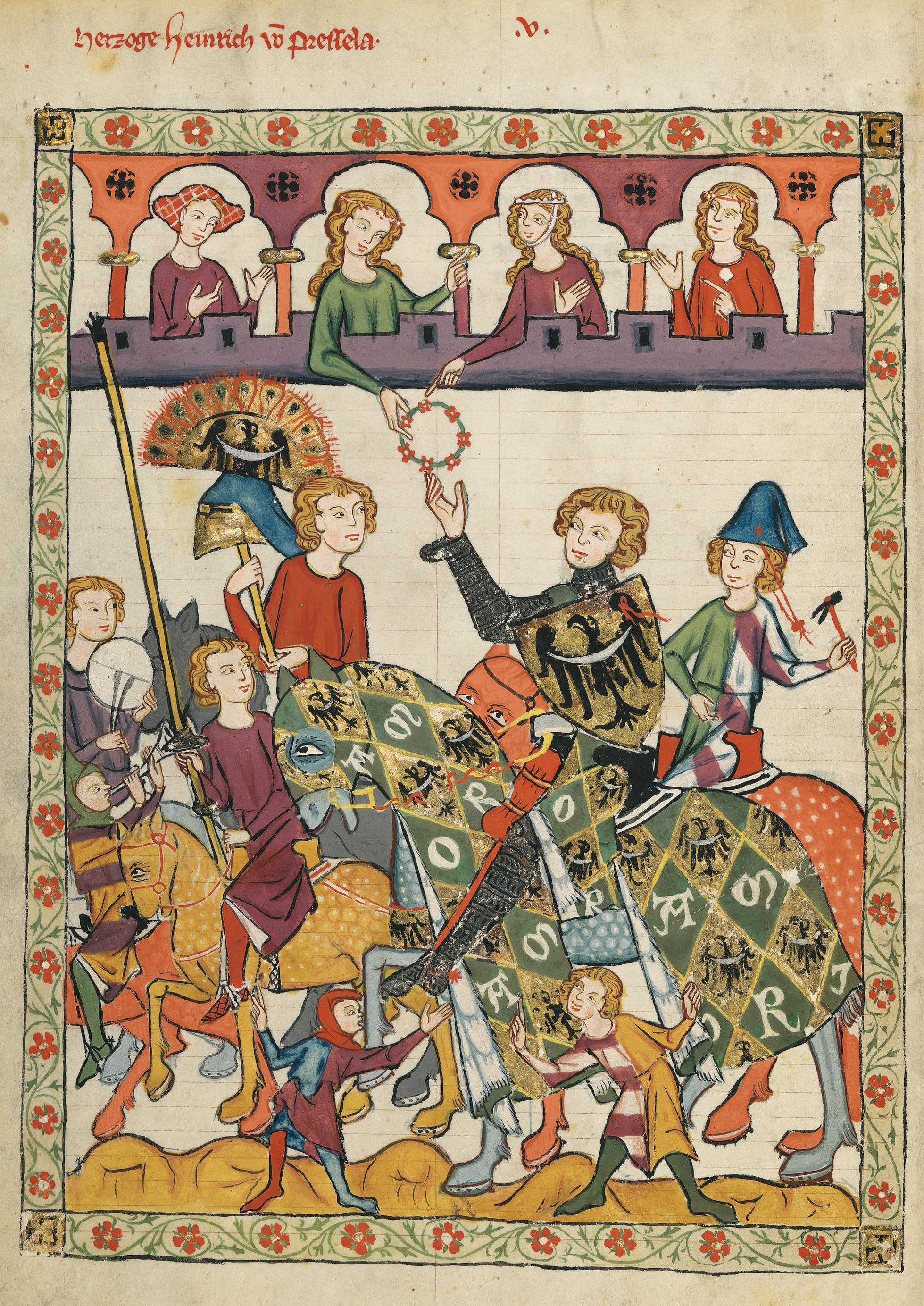
Henrique IV, duque de Wrocław. Codex Manesse, ca. 1305

A política externa de Przemysł II é mais conhecida nesta época. Suas relações amistosas com Henrique IV Probus sobreviveram, apesar da interrupção momentânea, mesmo depois de 1273. Esta aliança foi mantida sem mudanças significativas, e somente como resultado dos eventos ocorridos em 18 de fevereiro de 1277 na cidade de Jelcz, perto de Wrocław,  o duque de Poznań foi forçado a ficar explicitamente ao lado do governante de Wrocław., primo dele.  Henrique IV foi sequestrado e aprisionado no castelo de Legnica por seu tio, o duque Boleslau II da Silésia. O pretexto usado pelo Duque de Legnica para o fazer foram as exigências do Duque de Wrocław sobre um terço dos seus domínios, que, segundo ele, faziam parte da sua herança como legado tanto do seu pai Henrique III, o Branco (falecido em 1266) e tio Ladislau (falecido em 1270). Bolesław usou a seu favor a fraqueza política do guardião de Henrique IV, o rei Otakar II da Boêmia, que em setembro de 1276 foi forçado a se submeter ao rei Rodolfo I da Germânia.
Przemysł II, fiel aos seus acordos anteriores com Henrique IV Probus, decidiu ficar à frente dos cavaleiros de Poznań, Wrocław (que geralmente eram leais ao seu governante) e Głogów (comandados pelo duque Henrique III) e marchou para Legnica a fim de para obter a liberdade de Henrique IV.  O exército Legnica foi comandado por Bolesław e seu filho mais velho, Henrique V, o Gordo. A batalha ocorreu em 24 de abril de 1277 na aldeia de Stolec, perto de Ząbkowice Śląskie,  e, segundo a historiografia moderna, foi extremamente sangrenta e durou quase o dia inteiro. Inicialmente parecia que a coligação Poznań-Głogów-Wrocław teria uma vitória completa. A situação tornou-se ainda mais favorável para eles quando Bolesław escapou do campo de batalha. Porém, seu filho Henrique V decidiu ficar até o fim, e nesta situação desesperadora encorajou seus cavaleiros a lutar, e finalmente obter a vitória; para completar o sucesso, até mesmo Przemysł II e Henrique III foram feitos prisioneiros.  No entanto, segundo Jan Długosz na sua crónica, para os duques de Legnica esta foi uma vitória de Pirro, uma vez que "morreram nesta batalha um número tão incontável de pessoas que os cavaleiros de Legnica, embora vencedores, puderam zombar dos vencidos, porque o sangrento pago pela vitória".  A prisão do duque de Poznań, se ocorreu, foi breve. O argumento contra isto foi observado no facto de não haver registo de que Przemysł II tenha de pagar pela sua libertação.
Seja qual for a verdade, em 5 de julho de 1277 Przemysł II estava em Lubin.  A libertação de Henrique IV Probus ocorreu alguns dias depois, em 22 de julho, após a rendição a Bolesław II de 1/5 de seu Ducado, com a cidade de Środa Śląska à frente.  Bolesław, o Piedoso, foi contra a participação de seu sobrinho neste conflito; ele não apenas se recusou a apoiá-lo militarmente, mas também invadiu as fronteiras do Ducado de Wrocław, tentando fazer valer reivindicações financeiras. Além disso, neste momento, ele deu sua filha Isabel em casamento a Henrique V, o Gordo. 
Uma razão adicional para um rápido fim a este conflito entre os príncipes da Silésia foi a intervenção pessoal do rei Ottokar II da Boémia, que em preparação para o seu confronto final com o rei Rodolfo I dos Habsburgos Alemães precisava de acalmar a situação na Polónia. 

### Cooperação com a Boêmia
Em setembro de 1277, o rei Otacar II realizou na cidade fronteiriça de Opava uma reunião de príncipes poloneses. As fontes não especificam a data exata nem os participantes. Os historiadores especulam apenas que poderiam ser: Henrique IV Probus, Bolesław V, o Casto, Leszek II, o Negro, Władysław de Opole com seus filhos, Henrique III de Głogów e Przemysł II.  Várias decisões políticas foram tomadas durante a reunião, principalmente ações militares contra a Alemanha.
A batalha decisiva entre Ottokar II e Rodolfo I ocorreu em 25 de agosto de 1278 na conhecida Batalha de Marchfeld. Supunha-se que 1/3 do exército tcheco deveria ser aliado das tropas polonesas. Przemysł II não estava entre eles, porque estava então em Ląd.  No entanto, isto não significa que, como especulam os historiadores, ele não tenha enviado tropas ao rei da Boémia como estava planeado. 

### Reconciliação com Boleslau, o Piedoso
A aparente diferença de interesses entre Przemysł II e o seu tio Bolesław, o Piedoso, nos assuntos da Silésia e dos Checos, não perturbou as suas boas relações. Prova disso foi a emissão comum de documentos, como 6 de janeiro de 1278. 
Outra prova da estreita cooperação entre tio e sobrinho nos últimos anos da vida de Bolesław, o Piedoso, está nos acontecimentos ocorridos em meados de 1278 (provavelmente em agosto):  Bolesław, aproveitando a fraqueza da Margraviada de Brandemburgo durante a luta entre Ottokar II e Rodolfo I, em apenas oito dias atacou Neumark e avançou até Myślibórz, onde suas tropas derrotaram o Margrave Oto V, o Longo. 
Przemysł II não participou nesta expedição (pelo menos diretamente, segundo Jan Długosz ), porque naquele momento estava em Ląd, segundo documento datado de 24 de agosto de 1278.   Certamente por ordem de seu tio,  Przemysł II atuou como mediador na disputa entre os duques Lesco II, o Negro e Ziemomysł de Inowrocław e seus súditos. 
Przemysł II conseguiu encerrar definitivamente a disputa entre Leszek e Ziemomysł com sua nobreza local. O duque de Inowrocław teve de concordar com duas condições: em primeiro lugar, na sua corte todas as famílias nobres seriam bem toleradas e respeitadas e, em segundo lugar, ele tinha-se distanciado dos seus conselheiros alemães. Além disso, Ziemomysł também teve que aceitar a rendição das cidades de Kruszwica e Radziejów a Bolesław, o Piedoso, e Wyszogród ao Duque Mestwin II da Pomerélia.  As relações amistosas entre Przemysł II e os duques de Kuyavia provaram ser duradouras e sobreviveram até o final do seu reinado.  A expedição contra Brandemburgo em 1278 foi o último evento importante na vida de Bolesław, o Piedoso. "Maximus trumphator de Teutonicis" (em: O maior vencedor dos germanos), morreu em 13  ou 14  de abril de 1279 em Kalisz. Sem herdeiros homens, pouco antes de sua morte declarou o sobrinho seu único e legítimo herdeiro e instou-o a cuidar de sua esposa Iolanda-Helena e de suas duas filhas menores, Edwiges e Ana. 

## Duque da Grande Polônia (1279–1290)

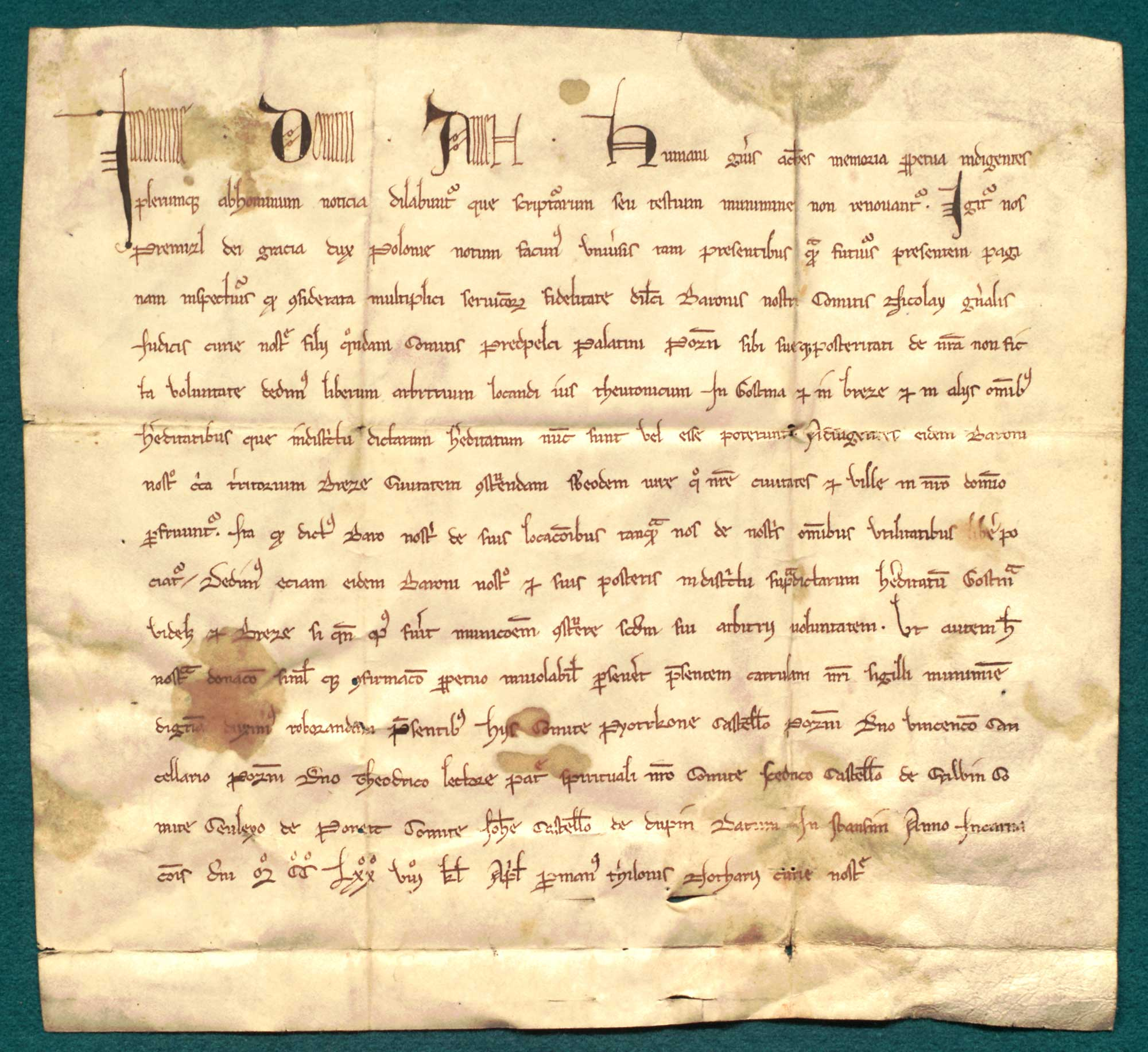
Przemysł II permite localizar as cidades Gostyń e Brzezie nos direitos de Magdeburgo, documento de 1278.

### Aquisição da Grande Polônia
A herança da Grande Polónia por Przemysł II ocorreu de forma pacífica. A união provou ser duradoura e, com exceção das fronteiras com o Ducado de Breslávia, sobreviveu durante todo o seu reinado. No entanto, apesar da unificação pessoal do território, a divisão entre Kalisz e Gniezno persistiu quase até ao final do século XVIII. Mais tarde, nos tempos de Casimiro III, o Grande, houve também uma divisão visível entre as antigas voivodias de Poznań e Kalisz.

### Relações com nobreza e vizinhos
Uma análise dos documentos contemporâneos  mostrou que no primeiro período do seu governo sobre toda a Grande Polónia, Przemysł II contou com os seguintes nobres: Jan Gerbicz, Bispo de Poznań; membros da poderosa família nobre de Zaremba: Andrzej, chanceler de Kalisz (desde 1288 o primeiro "cancellerius tocius Polonia") e mais tarde bispo de Poznań; Sędziwój, camareiro de Gniezno; Beniamin, voivoda de Poznań; e Arkembold, voivoda de Gniezno. Outros colaboradores próximos foram Wojciech Krystanowic z Lubrzy, camareiro de Poznań; Tomisław Nałęcz, castelão de Poznań; Maciej, castelão de Kalisz; Stefan, castelão de Wieluń, Mikołaj Łodzia, juiz de Poznań; Wincenty Łodzia, chanceler de Poznań; e os irmãos Tylon, Jaśko e Mikołaj, três notários de origem classe média. 
Durante os anos 1279-1281, Przemysł II teve uma relação bastante amigável (ou pelo menos neutra) com todos os seus vizinhos imediatos. 

### Prisão
O duque da Grande Polónia sentiu-se bastante seguro quando foi convidado para uma reunião organizada por Henrique IV Probo . A reunião ocorreu provavelmente em 9 de fevereiro de 1281 em uma das aldeias da Silésia;  no entanto, o duque de Wrocław tinha outro plano - ele quebrou todas as regras de hospitalidade, prendeu os três príncipes que foram convidados (Przemysł II, Henrique V, o Gordo de Legnica, e Henrique III de Głogów ), e forçou-os a fazer concessões políticas.  Esta acção tornou-se ainda mais escandalosa pelo facto de apenas quatro anos antes Przemysł II e Henrique III arriscarem as suas vidas e exércitos para salvar Henrique IV Probo na Batalha de Stolec, que terminou com a vitória de Henrique V, o Gordo, o terceiro convidado de esta reunião. Os historiadores especulam  que a razão para o Duque de Wrocław tomar esta medida radical foi provavelmente o seu desejo de aumentar a sua influência sobre os principados vizinhos como parte dos seus próprios planos para uma coroação real. 
Finalmente, após uma breve resistência, Przemysł II foi forçado a ceder as terras estratégicas da Pequena Polónia de Wieluń (também conhecida como Ruda ) para obter a sua libertação, porque Henrique IV queria uma ligação direta entre Breslávia e a Pequena Polónia. A prisão de Przemysł II não durou muito, porque em 3 de março foi documentado que ele esteve em Poznań.  Henrique III e Henrique V, o Gordo, foram forçados a conceder concessões territoriais muito maiores. Além disso, os três duques concordaram que, a pedido do duque de Wrocław, cada um deles lhe daria ajuda militar no valor de trinta lanceiros. Então isso foi, na prática, um ato de homenagem.
A rápida libertação de Przemysł II poderia ter sido auxiliada pela intervenção de Leszek II, o Negro, e Mestwin II da Pomerélia.  A razão da chegada de Mestuíno II à Grande Polónia, além de ajudar o seu aliado preso, foi para resolver as reivindicações da Ordem Teutónica sobre partes da Pomerélia e para resolver a questão da sucessão após a sua própria morte; do primeiro casamento, Mestuíno II teve apenas duas filhas, Catarina e Eufêmia.  A situação foi ainda mais complicada pelo fato de Mestuíno II ter conquistado o governo de todo o Ducado da Pomerélia após uma guerra contra seus tios, Racibor e Sambor II, que em vingança por isso doaram suas posses (incluindo Białogard e Gniew) à Ordem Teutônica. após sua morte em 1278. 

### Tratado de Kępno

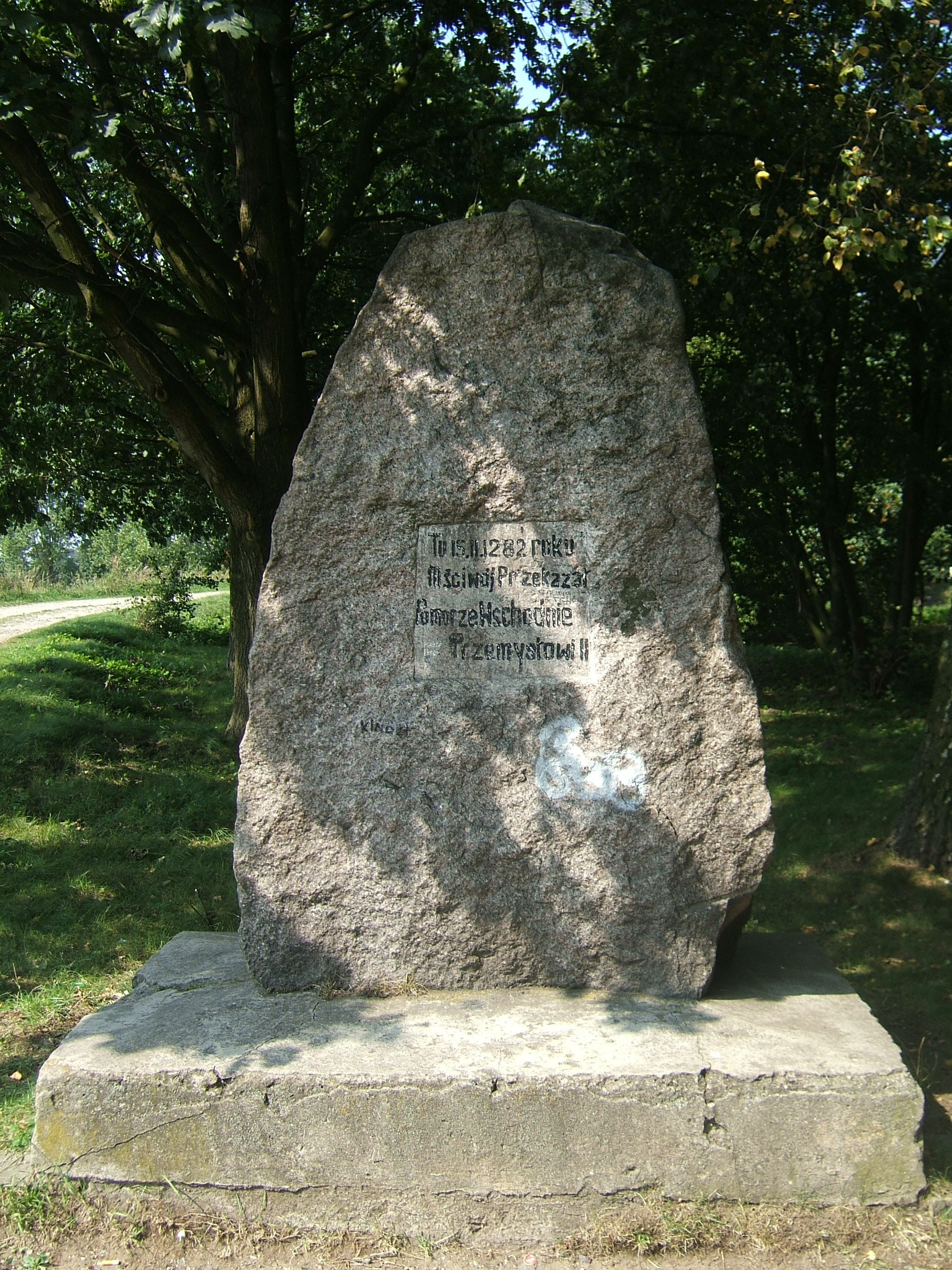
Pedra memorial na cidade de Kępno comemorando o tratado entre Premislau II e Mestuíno II

As primeiras conversações entre Przemysł II e Mestwin II sobre a sucessão deste último ocorreram provavelmente por volta de 1281, por ocasião da chegada do Duque da Pomerélia à Grande Polónia para visitar a Abadia Beneditina em Lubin.  Embora não haja nenhuma evidência direta de que Przemysł II também esteve pessoalmente na Abadia, a presença de Jan I de Wysokowce, Bispo de Poznań e outros dignitários da Grande Polónia sugere que um acordo foi então sugerido. No início do ano seguinte, Mestuíno II foi novamente ao sul da Grande Polónia, a fim de conversar com o legado papal Filippo di Fermo sobre a sua disputa com a Ordem Teutónica pela posse das cidades de Gniew e Białogard. O legado permaneceu em Milicz, que pertencia à Diocese de Breslávia. Devido às relações amistosas de Przemysł II (e, portanto, de seu aliado Mestwin II) com Henrique IV, o duque da Pomerânia decidiu parar na aldeia fronteiriça de Kępno (também na Diocese de Wrocław) e esperou para ouvir o veredicto do legado. . 
Em Kępno, Mestwin II provavelmente esperava a chegada do Duque da Grande Polónia.  Aqui, em 15 de fevereiro de 1282, foi concluído um tratado entre Przemysł II e Mestwin II, que garantiu a futura unificação de Gdańsk, Pomerânia e da Grande Polónia.  As testemunhas no documento assinado, entre outros, foram o voivode Waysil da Pomerânia, o voivode Beniamin de Poznań, o voivode Arkembold de Gniezno, o juiz de Poznań Mikołaj, o juiz de Kalisz Andrzej e o frade dominicano Piotr (mais tarde príncipe-bispo de Cammin de 1296 a 1298), que foi possivelmente responsável pela redação do texto. Outros dignitários importantes podem estar presentes em Kępno na época, mas não são mencionados.
Existem disputas contínuas entre historiadores sobre a natureza exata do Tratado de Kępno. Segundo alguns historiadores (por exemplo Balzer  e Wojciechowski ) o tratado foi um pacto clássico de herança mútua, em que aquele que sobrevive ao outro herda o seu território. De acordo com outros (como Kętrzyński, Baszkiewicz, Zielinska, Nowacki e Swieżawski), foi um acordo unilateral ou doação vitalícia de Mestwin II a Przemysł II (chamada donatio inter vivos).  Outra teoria foi apresentada por Janusz Bieniak.  Ele acreditava que Mestwin II simplesmente prestou homenagem por suas terras ao governante da Grande Polônia, que se tornou o governante de jure do território. Atualmente, a segunda teoria é a mais aceita, principalmente porque concorda inteiramente com as fontes contemporâneas. Desde 1282, Przemysł II usou formalmente o título de "dux Pomeranie " (Duque da Pomerânia), mas durante a vida de Mestwin II ele renunciou à sua reivindicação aos direitos sobre Pomerânia de Gdansk (Pomerélia).
Como era costume, o tratado teria de ser aprovado pelos nobres e cavaleiros de ambas as terras. O encontro entre a nobreza da Pomerélia e a Grande Polónia ocorreu entre 13 e 15 de setembro de 1284 na cidade de Nakło, onde confirmaram os direitos de Przemysł II sobre Gdańsk Pomerânia.  A unificação da Pomerélia e da Grande Polónia não foi a única decisão tomada por Przemysł II e Mestwin II. Os favores demonstrados pelo Duque da Pomerélia às poderosas testemunhas do acordo da Grande Polónia mostraram que eles também estavam profundamente interessados na estreita integração das duas terras. 

### Viuvez
Em dezembro de 1283, em Gniezno, aos 22 ou 23 anos, Ludgarda, esposa de Przemysł II, morreu inesperadamente.  As relações entre os cônjuges durante algum tempo antes de sua morte não eram muito boas; talvez tenha havido até uma separação entre eles. A razão para isso foi a suposta infertilidade de Ludgarda, mais evidente após dez anos de casamento. O período real de relações conjugais entre os cônjuges, dada a sua idade (ambos são bastante jovens na altura do casamento), pode na verdade ser mais curto. Na verdade, não há prova direta da esterilidade de Ludgarda além da falta de descendência; nesses casos, a falta de filhos no casamento era geralmente considerada culpa da mulher, embora neste caso (devido ao nascimento de uma filha do segundo casamento de Przemysł II) pareça mais provável. Não foi uma surpresa quando começaram a surgir acusações contra o duque da Grande Polónia sobre o suposto assassinato da sua esposa.  Nenhuma fonte contemporânea menciona isso, um fato mais surpreendente porque Przemysł II tinha inimigos ferrenhos que certamente usariam esse crime contra ele. Além disso, quaisquer reações da igreja ou da penitência pública seriam notadas.

A primeira sugestão sobre a misteriosa morte de Ludgarda veio de Rocznik Traski, do século XIV:
«No mesmo ano morreu inesperadamente a esposa do duque Przemysł da Grande, filha do senhor Nicolau de Meclemburgo, chamada Lucarda. Ninguém conseguia descobrir como ela morreu.»
O cronista do Rocznik Traski não sugere uma morte não natural para a Duquesa, mas deixa algumas dúvidas a respeito. O Rocznik małopolski, por outro lado, falou claramente sobre o assassinato de Ludgarda no código Szamotuły, no qual acrescentou mais informações sobre este evento:
«Independentemente do historiador (devo acrescentar) vimos na nossa juventude nas ruas de Gniezno uma capela de madeira, que na língua vernácula se chama vestíbulo, onde existem duas grandes pedras em forma de mós avermelhadas com o sangue daquela senhora , que estão completamente gastos e desbotados, e foram depositados em seu túmulo na catedral de Gniezno.»
Outra fonte que descreve a morte de Ludgarda é a Kronika oliwska, escrita em meados do século XIV pelo abade Stanisław. Nas páginas da sua obra, o autor demonstrava claramente aversão à dinastia Samborida, governantes da Pomerélia até finais do século XIII. Esta aversão também é transferida para Przemysł II:
«Quando o príncipe Mestwin foi enterrado em Oliwa, Przemysł chegou a Gdańsk e tomou posse do ducado da Pomerânia. Depois recebeu da Santa Sé a coroa do Reino Polonês. Ele viveu mais um ano e foi capturado pelos homens do Marquês de Brandemburgo, Waldemar, que o matou para vingar a santa Lukarda, sua esposa, suspeitando que ele a tivesse estrangulado.»
Não se sabe por que os Marquês de Brandemburgo vingariam o assassinato de Ludgarda, uma vez que isso poderia colocá-los em uma posição perigosa, considerando a sua aliança com a Pomerélia-Grande Polónia. Os relatos do Kronika oliwska foram repetidos em Meclemburgo pelo cronista Ernst von Kirchberg,  um bardo errante da Turíngia, que por volta de 1378 aparece na corte do duque Alberto II de Meclemburgo (sobrinho de Ludgarda) na ocasião de seu casamento. Pouco depois, von Kirchberg quis agradecer a hospitalidade do duque e escreveu um longo poema rimado, no qual também menciona Ludgarda. A história do cronista foi a seguinte: Przemysł II, por instigação de sua mãe, Isabel de Wrocław (que é bem conhecida por ter morrido em 1265, muito antes do casamento de seu filho), pediu o divórcio à esposa e a devolveu. para Meclemburgo. Diante de sua recusa porque “o que Deus uniu, os homens não devem dividir”, Przemysł II decidiu sua prisão na torre, onde tentou persuadi-la novamente a aceitar o divórcio. Finalmente, devido à sua obstinação, Przemysł II matou-a com o seu próprio punhal. Neste caso foi ajudado por um de seus ministros, que finalizou o feito sufocando Ludgarda moribundo com uma toalha.
A última fonte importante para a história de Ludgarda são os Anais de Jan Długosz,  que escreveu sobre estes acontecimentos quase dois séculos depois (por volta de 1480). Długosz foi o primeiro cronista a localizar Poznań como o local da morte de Ludgarda. Além disso, estabeleceu a data da morte dela em 14 de dezembro, o que é corroborado por fontes contemporâneas como a data do seu sepultamento. A historiografia moderna geralmente apoia a completa inocência de Przemysł II na morte repentina de sua esposa. 
Com base nas descobertas de Brygida Kürbis, pode-se concluir que o casamento de 10 anos de Przemysł II e Ludgarda não foi bem-sucedido e, com o tempo, tornou-se mais óbvio para todos que o casal ducal não podia ter filhos, embora isso pudesse Não tenho certeza absoluta, porque Ludgarda em 1283 tinha no máximo 23 anos. No entanto, presume-se que a crescente aversão de Przemysł II à sua esposa devido à sua infertilidade era bem conhecida por todos. Assim, quando em meados de dezembro de 1283  Ludgarda morreu repentinamente e se separou (evidenciada por sua morte em Gniezno, longe da corte de Przemysł II em Poznań), levantou suspeitas de que a morte da duquesa não era natural. Ninguém, porém, tinha provas disso. Contribuindo para os rumores estava o fato de que no século 13 o conhecimento médico era insignificante e, portanto, muitas vezes a morte súbita de um jovem era interpretada como antinatural. Além disso, a rejeição do duque de um luto adequado à sua esposa, que era universalmente querida, aumentou as suspeitas contra Przemysł II.

### Arcebispado de Gniezno

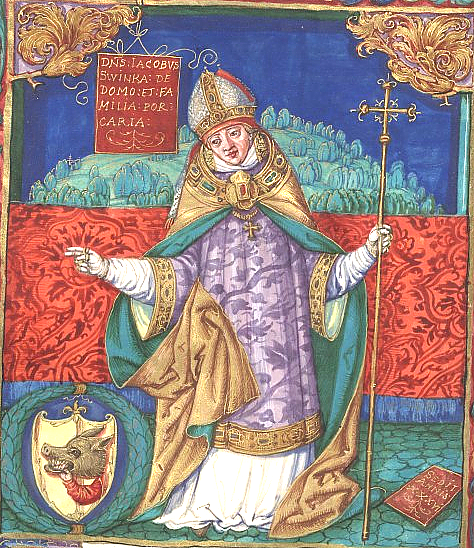
Jakub Świnka, Arcebispo de Gniezno, de uma iluminura de livro, antes de 1535

Em 18 de dezembro de 1283, poucos dias após o funeral de Ludgarda, a Grande Polónia testemunhou um acontecimento extremamente importante para a história posterior da Polónia: a consagração de Jakub Świnka como Arcebispo de Gniezno . O evento teve lugar na igreja franciscana de Kalisz e foi extremamente importante porque após doze anos (desde a morte em 1271 do Arcebispo Janusz Tarnowa) a Polónia não era um prelado plenamente reconhecido.  Jakub Świnka recebeu a nomeação papal em 30 de julho de 1283, porém, por ser apenas diácono, foi necessário ordená-lo. Esta cerimónia teve lugar no dia 18 de dezembro e um dia depois Jakub recebeu a consagração episcopal. A cerimônia, segundo fontes, foi assistida por cinco bispos poloneses e Przemysł II, que presentearam o novo arcebispo com um caro anel. 
Pouco se sabe sobre a origem e os primeiros anos de Jakub Świnka, exceto sua menção em um documento emitido por Bolesław, o Piedoso.   Como Arcebispo de Gniezno, a cooperação entre ele e Przemysł II foi excelente. Um exemplo disso foi o facto de ter aparecido como testemunha em 14 diplomatas  emitidos pelo Duque da Grande Polónia, incluindo a confirmação de todos os seus privilégios existentes e a permissão para cunhar as suas próprias moedas em Żnin e no castelão de Ląd. 

### Guerra contra a Pomerânia Ocidental
Na primeira metade de 1284, Przemysł II esteve envolvido, ao lado da Dinamarca e de Brandemburgo, num conflito armado contra a Pomerânia Ocidental e Rügen. Os detalhes sobre este acontecimento são limitados e a paz, concluída em 13 de Agosto, não trouxe quaisquer benefícios reais para a Grande Polónia. 
Efeitos muito mais positivos surgiriam das relações amistosas de Przemysł II com Lesco II, o Negro, Duque de Cracóvia; eles se reuniram em Sieradz em 20 de fevereiro de 1284. Detalhes sobre o motivo e as conversas sobre esta relação são desconhecidos, mas seriam produtivos, uma vez que Przemysł II decidiu dar ao voivode Żegota de Cracóvia três aldeias (Nieczajno, Wierzbiczany e Lulin).  Estas boas relações mantiveram-se durante algum tempo, já que sete meses depois, a 6 de setembro, o Duque da Grande Polónia mediou uma disputa entre Leszek II, o Negro e o seu irmão Casimiro II de Łęczyca com a Ordem Teutónica.  Przemysł II também não perdeu de vista os assuntos pomerelianos, pois no dia 13 de setembro teve um novo encontro com Mestwin II na cidade de Nakło. 

### Traição de Sędziwój Zaremba
De acordo com o Rocznik Traski (provavelmente baseado em fontes mais antigas agora desaparecidas), em 28 de setembro de 1284, Kalisz foi queimada.  Isto logo causou uma série de eventos que ameaçaram o poder de Przemysł II. Agora governador de Kalisz e na cidade no momento do incêndio, Sędziwój Zaremba, temendo as consequências, decidiu tomar o castelo de Kalisz (aparentemente não danificado no incêndio)  e entregá-lo a Henrique IV Probo.  À notícia dos acontecimentos de Kalisz, Przemysł II reagiu instantaneamente. O mais tardar em 6 de outubro, conforme atestado por um documento emitido na época, Przemysł II estava à frente dos cavaleiros da Grande Polónia sob as muralhas da cidade. Diante da recusa de submissão, o duque ordenou o cerco. Não se sabe quão prolongado foi este cerco, mas certamente em breve devido à relutância dos rebeldes em lutar (cavaleiros e nobres provavelmente temiam que Przemysł II, após a captura do castelo, não pouparia ninguém), o duque concordou em negociar com eles. Eventualmente, Przemysł II recuperou seu castelo de Kalisz, mas teve que dar o castelo recém-construído em Ołobok a Henrique IV Probus.  Não há certeza de que a traição de Sędziwój Zaremba tenha sido um incidente isolado ou parte de uma conspiração mais ampla da família Zaremba. No entanto, pode-se presumir que o duque não acreditava em uma conspiração familiar porque a maioria dos parentes de Sędziwój permaneceram em seus postos mesmo depois de 1284.  Outra fonte que apoia isto é um documento emitido em 6 de outubro (e, portanto, durante o período de cerco) onde o voivoda de Poznań Beniamin Zaremba aparece como testemunha e, portanto, teve que permanecer no círculo interno de Przemysł II.
A mudança de atitude de Przemysł II contra Beniamin ocorreu em 1285. Devido à pouca informação contemporânea, a causa é desconhecida. O Rocznik Traski apenas apontou que o duque da Grande Polónia prendeu Sędziwój e Beniamin.  No final, aparentemente, foram tratados com muita delicadeza, porque Mestuíno II da Pomerélia não só lhes restaurou o posto anterior, mas também parte da propriedade que lhes foi confiscada.  Além disso, Beniamin apareceu novamente no círculo de Przemysł II por volta de 1286. 

### Segundo casamento
Em 1285, Przemysł II decidiu casar-se novamente. A noiva escolhida foi Richeza, filha do deposto rei Valdemar da Suécia e neta do rei Érico IV da Dinamarca. Devido à falta de contactos entre a Grande Polónia e a Suécia, as negociações foram provavelmente concluídas através da mediação da Casa da Ascânia.  O casamento por procuração ocorreu na cidade sueca de Nyköping em 11 de outubro de 1285; na cerimónia, o duque da Grande Polónia foi representado pelo notário Tylon, que recebeu de Przemysł II a aldeia de Giecz em agradecimento pelos seus serviços.  Não se sabe quando e onde ocorreu o casamento formal entre Przemysł II e Rikissa, ou quem administrou o sacramento do casamento: poderia ser o Bispo Jan de Poznań ou Jakub Świnka, Arcebispo de Gniezno. 

### Congressos de Łęczyca e Sulejów
O ano de 1285 trouxe outros sucessos a Przemysł II: em janeiro, o arcebispo Jakub de Gniezno convocou uma reunião na cidade de Łęczyca, onde foi confirmada a excomunhão do principal oponente do governante da Grande Polónia, Henrique IV;  Em 15 de agosto, Przemysł II teve outro encontro principesco, desta vez com Ladislau I, o Breve e Ziemomysł de Inowrocław, na cidade de Sulejów, onde ocorreu a rebelião contra Lesco II, o Negro e sua deposição em favor de Conrado II de Czersk provavelmente foi discutido. 
Em maio de 1286, após a morte do bispo de Poznań Jan Wyszkowic, seu sucessor Jan Gerbicz foi consagrado.  A cooperação entre o novo bispo e Przemysł II foi boa, embora alguns historiadores se perguntem por que o bispo Gerbicz mais tarde foi apelidado de "tradidor" (traidor). 

### Aliança entre a Grande Polónia, Pomerélia e Pomerânia Ocidental
De acordo com Jan Długosz, em 14 de junho de 1287 alguns cavaleiros da Grande Polônia e (como foi sugerido pelo cronista), sem o conhecimento de seu governante,  fizeram um ataque surpresa a Ołobok, conquistaram o castelo e devolveram o distrito à Grande Polônia. .  Henryk IV Probus decidiu não responder com nenhum conflito armado e aceitou a perda; em circunstâncias desconhecidas, nessa época Przemysł II também recuperou Wieluń (perdida em 1281).  Pode-se presumir que a atitude do duque de Breslávia fazia parte das concessões associadas aos seus planos de obter o trono de Cracóvia, e pretendia desta forma garantir a neutralidade benevolente do duque da Grande Polónia.
Alguns meses depois, em 23 de novembro, na cidade de Słupsk, ocorreu uma reunião entre Przemysł II, Mestwin II da Pomerélia e Bogislaw IV da Pomerânia. Lá, eles firmaram um acordo de cooperação mútua e ajuda contra qualquer oponente, especialmente os governantes de Brandemburgo e Vitslav II, Príncipe de Rügen. O acordo também garantiu a herança de Gdańsk por Bogislaw IV ou seus descendentes no caso das mortes de Mestwin II e Przemysł II.  Além disso, este tratado contribuiu para uma deterioração significativa das relações entre a Grande Polónia e a Casa de Ascânia, governantes de Brandemburgo.  O tratado foi posteriormente confirmado numa reunião em Nakło em agosto de 1291.

### Coalizão e paternidade
De acordo com a teoria do historiador Oswald Balzer, por volta de 1287 e por inspiração do Arcebispo Jakub de Gniezno, o tratado de herança mútua foi acordado entre Leszek II, o Negro, Henrique IV Probus, Przemysł II e Henrique III de Głogów.  A teoria de Balzer ganhou imensa popularidade entre os historiadores.  Esta visão é refutada por Władysław Karasiewicz  e Jan Baszkiewicz.  No entanto, não exclui completamente a possibilidade de que durante este período um acordo pudesse ter sido concluído entre Przemysł II e Henryk IV Probus, evidenciado pelo facto de o duque de Wrocław ter devolvido voluntariamente as terras Ołobock e Wieluń a Przemysł II no seu testamento. 
Em 14 de maio de 1288, no Congresso de Rzepce, a aliança entre Przemysł II e Mestwin II foi ainda mais fortalecida.  Em julho, o Duque da Grande Polônia visitou Leszek II, o Negro, gravemente doente, em Cracóvia. Os assuntos discutidos nesta visita são desconhecidos.
A primeira e única filha de Przemysł II nasceu em Poznań em 1 de setembro de 1288: uma filha, chamada Richeza, que mais tarde se tornou rainha da Boêmia e da Polônia como esposa de Venceslau II e após sua morte, de Rodolfo I.  A notícia do nascimento de sua filha também foi a última informação sobre a Duquesa Richeza. Ela certamente morreu depois dessa data e antes de 13 de abril de 1293, quando Przemysł II celebrou seu terceiro e último casamento.  Parece que Przemysł II tinha sentimentos profundos e fortes pela sua segunda esposa. Isto é evidenciado não só pelo facto de ter dado à filha o nome da mãe, mas também por um documento emitido em 19 de Abril de 1293, onde cedeu ao Bispado de Poznań a aldeia de Kobylniki como pagamento por uma lâmpada acesa eternamente na sua casa. túmulo da segunda esposa. 

### Morte de Lesco, o Negro
Em 30 de setembro de 1288, Lesco II, o Negro, duque de Cracóvia, Sandomierz e Sieradz, morreu sem filhos.  A sua morte lançou a eclosão da guerra na Pequena Polónia . A cavalaria de Cracóvia era a favor de Boleslau II de Płock, enquanto a cavalaria de Sandomierz apoiava seu irmão Conrado II de Czersk; por outro lado, os cidadãos de classe média favoreciam Henrique IV Probus, duque de Wrocław. 
No início de 1289, as tropas da Silésia marcharam sob o comando do duque de Wrocław e dos seus aliados Bolko I de Opole e Przemko de Ścinawa. Contaram também com o apoio de Sulk, o Urso (pl: Sułk z Niedźwiedzia), o castelão de Cracóvia, que controlava o castelo de Wawel.  Em resposta, uma coalizão contra eles foi formada por Bolesław II de Płock, Casimiro II de Łęczyca e Ladislau I, o Breve.  Surpreendentemente, Przemysł II juntou-se a eles, encerrando assim todos os seus acordos anteriores com o duque de Wrocław.
O exército Wrocław-Opole-Ścinawa percebeu que não tinha forças suficientes para resistir à coligação da Grande Polónia-Kuyavia-Masóvia e decidiu recuar para a Silésia, onde reuniria mais tropas. As tropas em retirada foram rapidamente seguidas e uma batalha sangrenta ocorreu na cidade de Siewierz, em Bytom, em 26 de fevereiro de 1289, culminando com uma vitória total de Przemysł II e seus aliados. Nesta batalha Przemko de Ścinawa foi morto e Bolko I de Opole foi capturado.  Após a batalha, Władysław I, o Cotovelo, tomou Cracóvia, e Przemysł II retirou-se com suas tropas, fazendo uma trégua separada com Henrique IV Probus.  No entanto, mais tarde em 1289, Henrique IV Probus pegou em armas contra Cracóvia, removendo Władysław I, o Cotovelo, para o governo de Sandomierz. Este evento foi considerado temporário, porque tanto Henrique IV Probus quanto Władysław I, o Cotovelo-alto, continuaram a usar o título de Duque de Cracóvia e Sandomierz. 

## Ascensão ao trono (1290-1295)

### Aquisição de Cracóvia
Henrique IV, duque de Breslávia e Cracóvia, morreu em 23 de junho de 1290, provavelmente envenenado.  Por ter morrido sem filhos, em seu testamento  ele legou o Ducado de Wrocław a Henrique III de Głogów,  e Cracóvia – com o título de alto duque e, portanto, a soberania sobre a Polônia – a Przemysł II. Além disso, ele devolveu Kłodzko ao rei Venceslau II da Boêmia e também deu o Ducado de Nysa – Otmuchów ao Bispado de Breslávia como um feudo perpétuo com plena soberania. 
Estas últimas disposições não foram surpreendentes, uma vez que eram compatíveis com a posição política mais recente de Henrique IV. No entanto, a herança de Cracóvia e Sandomierz por Przemysł II, um dos seus parentes masculinos mais próximos,  causou considerável surpresa entre os historiadores. Na historiografia, existem diversas teorias para explicar a decisão do Duque de Wrocław.  Recentemente, presumiu-se que o Arcebispo Jakub de Gniezno estava por trás deste testamento, porque ele estava em Breslávia em 17 de junho de 1290, poucos dias antes da morte de Henrique IV.  De acordo com o costume, Przemysł II teve que pagar algumas disposições religiosas de Henrique IV: a transferência para a Catedral de Cracóvia de 100 peças de ouro fino e a devoção à implementação de ornamentos e livros litúrgicos no mosteiro de Tyniec. 
Przemysł II provavelmente foi informado muito rapidamente sobre a morte do duque de Wrocław. Por falta de documentos, a primeira vez que apareceu com o título de Duque de Cracóvia foi num diploma emitido em 25 de julho de 1290.  Przemysł II nunca usou o título de Duque de Sandomierz em nenhum de seus documentos, apesar de ter todos os direitos sobre esta terra sob o testamento de Henrique IV. Isso ocorre porque ele não tinha posse dela: Władysław I, o Cotovelo, na verdade, havia conquistado a terra pouco antes da morte de Henrique IV. 
Na Pequena Polónia, Przemysł II adotou a águia coroada – que foi usada anteriormente por Henrique IV – como seu emblema; seu emblema anterior, herdado de seu pai e de seu tio, era um leão escalador.
Não se sabe exatamente quando Przemysł II foi para Cracóvia para assumir o controle, pois em 24 de abril de 1290 ele ainda estava em Gniezno.  Dois meses depois, ele emitiu um documento em Cracóvia,  onde inicialmente apoiou e confirmou o poder da elite local (com o castelão Żegota, o chanceler Prokop, o voivode Mikołaj e o tesoureiro Florian, entre outros),  o clero (incluindo Paweł de Przemankowo, o bispo de Cracóvia, que em outro documento emitido em 12 de setembro de 1290 recebeu o direito de cobrar o dízimo da renda local),  e pessoas de classe média. 

### Relações com Ladislau I, o Breve
Não há certeza sobre as relações políticas entre Przemysł II e Ladislau I, especialmente em relação a quem era o verdadeiro governante do Ducado de Sandomierz. O facto de Przemysł II não ter usado o título de "Duque de Sandomierz" apoia a tese de que ambos os concorrentes aceitaram a autoridade e a posse formal de Ladislau sobre aquelas terras, sem excluir a possibilidade de confrontos menores. 
Note-se também que Przemysł II nomeou funcionários apenas em Cracóvia e arredores (Wieliczka e Miechów). Isto provavelmente indicava que o verdadeiro poder do Duque da Grande Polónia estava confinado à cidade e às cidades vizinhas. Os outros territórios foram provavelmente controlados por Ladislau I, o Breve. 

### Renúncia da Pequena Polónia
Przemysł II deixou Cracóvia, capital da Pequena Polónia, entre 12 de setembro e 23 de outubro de 1290. Ele nunca mais voltou.  Saindo do castelo de Wawel, ele levou consigo a coroa real e os trajes que estavam guardados na catedral desde os tempos de Boleslau II, o Generoso.  Neste ponto ele já estava planejando sua própria coroação real.
Entretanto, as pretensões de Venceslau II da Boémia sobre a Pequena Polónia tornaram-se mais evidentes. As suas reivindicações foram apoiadas pela doação feita à sua tia materna, Gryfina (também chamada Agripina) de Halych  (viúva de Lesco II, o Negro) e pela investidura que lhe foi dada pelo rei Rodolfo I da Alemanha . Ambos os documentos não tinham qualquer significado sob a lei polaca; no entanto, o seu poder militar, a riqueza e a proximidade cultural com o Reino da Boémia fizeram de Venceslau II um candidato amplamente aceite na Pequena Polónia.  Przemysł II tinha assim duas opções: um confronto militar (no qual não teve hipótese devido ao predomínio do exército boémio) ou discussões políticas.
Em 14 de outubro de 1290, o Arcebispo Jakub Świnka inaugurou um sínodo provincial em Gniezno, assistido por Jan Gerbicz, Bispo de Poznań; Tomasz Tomka, Bispo de Płock; Wisław, Bispo de Kujawy; e Konrad, Bispo de Lebus (Lubusz).  Além dos Bispos, Przemysł II e Mestwin II da Pomerelia também ajudaram no Sínodo. Foi provavelmente nesta reunião que o Duque da Grande Polónia decidiu abandonar os seus direitos sobre a Pequena Polónia a Venceslau II em troca de uma compensação monetária. 
Não se sabe exatamente quando começaram as negociações entre Przemysł II e Venceslau II. Certamente terminaram entre 6 de janeiro (a última vez que Przemysł II usou o título de duque de Cracóvia em um documento) e 10 de abril de 1291 (a primeira vez que Venceslau II usou este título em cartas).  Além disso, sabe-se também que em meados de abril as tropas boêmias lideradas pelo bispo Arnaldo de Bamberg já estavam no castelo de Wawel. 

### Aliança com Henrique III de Głogów
A perda da Pequena Polónia não impediu Przemysł II de participar activamente na política nacional. No início da década de 1290 (provavelmente logo após a morte de Henrique IV Probo), ele firmou uma estreita aliança com Henrique III de Głogóvia. Os detalhes deste tratado não foram preservados, e o único conhecimento histórico deste assunto deriva de um documento emitido por Władysław I, o Cotovelo-alto, em Krzywiń, em 10 de março de 1296, no qual ele enfatiza que Henrique III tinha bons direitos sobre a Grande Polônia.  Rejeitada a ideia de parentesco (que o Elbow-high poderia reivindicar devido ao seu casamento com Edwiges de Kalisz), parece justificada a visão de que no início da década de 1290 (certamente antes de janeiro de 1293, quando Przemysł II se envolveu com o Elbow-high) foi assinado um tratado no qual o governante da Grande Polônia dava direitos de sucessão ao duque de Głogów. 

### Congresso de Kalisz
Em janeiro de 1293, conversações políticas ocorreram em Kalisz entre Przemysł II, Ladislau I, e seu irmão Casimiro II de Łęczyca. Detalhes sobre as conversas são desconhecidos; no entanto, sobrevivem dois documentos nos quais a sucessão do trono de Cracóvia (embora apenas teórica, porque o Ducado estava nas mãos de Venceslau II) seria na seguinte ordem: primeiro Przemysł II, depois o Elbow-High e, finalmente, Casimiro II de Leczyca. Além disso, prometeram ajudar-se mutuamente na recuperação destas terras por qualquer um deles e pagar anualmente 300 moedas de prata fina ao Arcebispo de Gniezno, com a obrigação de duplicar o valor durante os primeiros dois anos.  As conversas em Kalisz foram certamente delicadas,  e o iniciador foi sem dúvida o Arcebispo Jakub Świnka. A principal motivação foi provavelmente reforçar a coligação anti-Boémia, na qual os aliados se comprometeram a ajudar-se mutuamente. Przemysł II também nomeou Elbow-high como seu sucessor na Grande Polónia no caso de sua morte sem herdeiros do sexo masculino (embora seja possível que, como no caso de Henrique III de Głogów, eles tenham assinado um tratado de herança mútua).  Apesar dos acordos, não há ações conhecidas por parte da coligação. Casimiro II de Łęczyca morreu em 10 de junho de 1294 na Batalha de Trojanow contra a Lituânia. 
No Congresso de Kalisz, o casamento entre Władysław I, o Cotovelo e Edwiges de Kalisz, prima de Przemysł II e filha de Bolesław, o Piedoso, foi provavelmente arranjado (e possivelmente realizado). 

### Terceiro casamento
Na época do Congresso de Kalisz, Przemysł II decidiu se casar novamente, já que sua amada esposa Richeza já estava certamente morta naquela época (provavelmente no ano anterior). A noiva escolhida foi Margarida, filha de Alberto III, Marquês de Brandemburgo-Salzwedel e Matilde da Dinamarca, filha do rei Cristóvão I  Este casamento foi celebrado por razões políticas e esperava-se que garantisse a sucessão de Przemysł II na Pomerélia. Devido à relação relativamente próxima entre o duque e sua noiva (ambos são bisnetos do rei Ottokar I da Boêmia ), foi necessária uma dispensa papal para o casamento.  A cerimônia de casamento ocorreu pouco antes de 13 de abril de 1293; segundo alguns historiadores, foi provavelmente nesta ocasião que também foi celebrado o noivado entre a filha de Przemysł II, Ryksa, e Otto de Brandemburgo-Salzwedel, irmão de Margarida. 

### Aquisição da Pomerélia
Na primavera de 1294, Mestuíno II da Pomerélia fez uma visita a Przemysł II. Por sua vez, o Duque da Grande Polónia esteve na Pomerélia em 15 de junho, onde aprovou documentos com Mestuíno II em Słupsk.  Em 30 de junho, Przemysł II estava novamente na Grande Polônia. 
A deterioração da saúde de Mestwin II forçou Przemysł II a fazer outra visita à Pomerélia no outono.  Não se sabe se ele estava presente quando Mestwin II morreu em 25 de dezembro de 1294 em Gdańsk;  entretanto, não há dúvida de que Przemysł II participou de seu funeral. O último duque da Pomerélia dos Samborides foi sepultado no mosteiro cisterciense de Oliwa. 
Depois de herdar a Pomerélia, Przemysł II adotou o novo título de "dux Polonie et Pomoranie".  Permaneceu em Gdańsk Pomerelia até o início de abril, mas em 10 de abril já estava em Poznań. 

## Rei da Polônia (1295–1296)

### Coroação

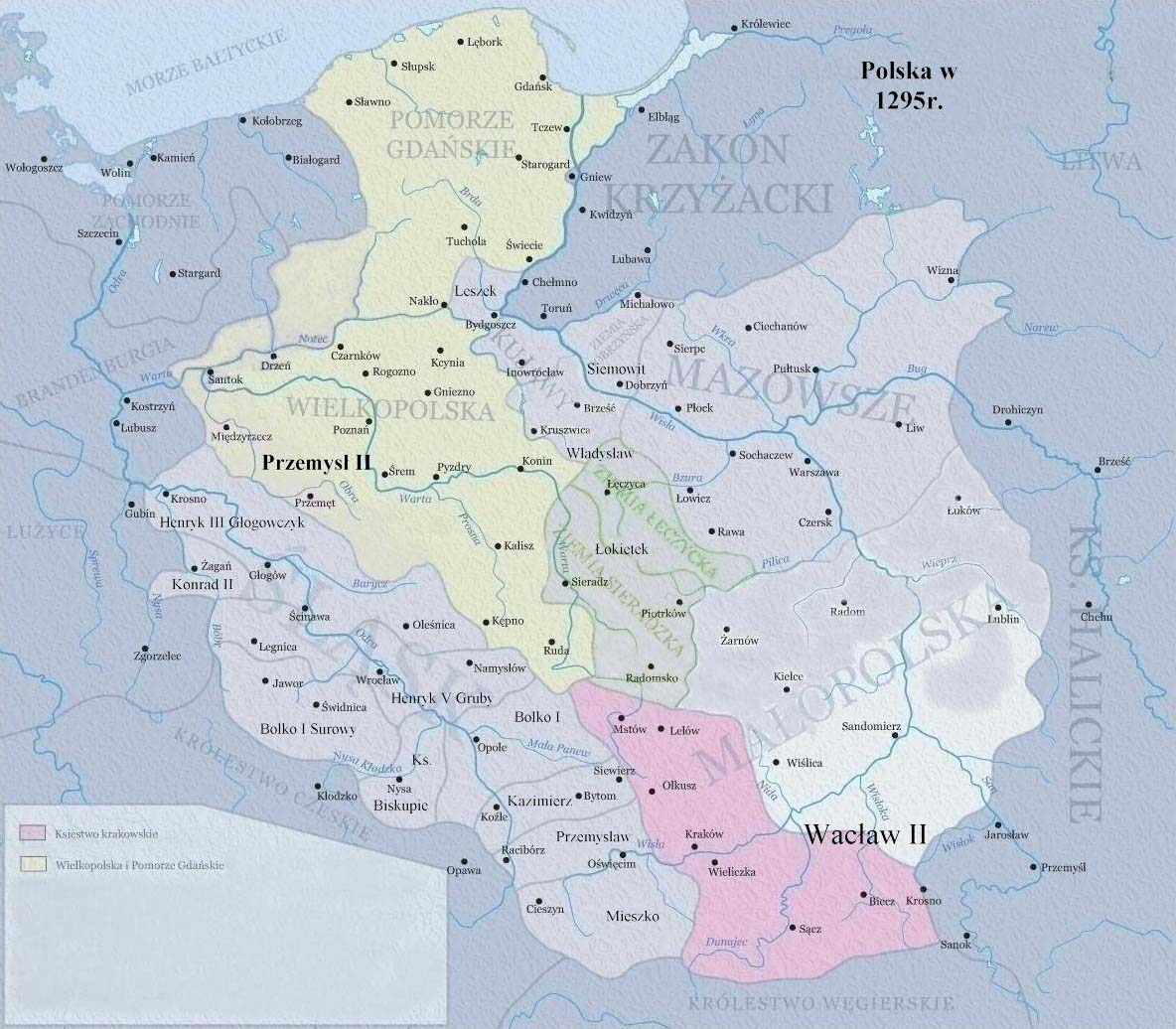
Polônia na época de Przemysł II (1295)

A coroação de Przemysł II e de sua esposa Margaret ocorreu na Catedral de Gniezno no domingo, 26 de junho de 1295, dia dos santos João e Paulo.  Não se sabe por que ocorreu uma simples cerimônia de coroação ( ordinis cororandi ), apesar de ter sido a primeira coroação polonesa em 219 anos. Além do Arcebispo Jakub de Gniezno, os outros principais representantes da hierarquia da igreja que participaram da cerimônia foram:   Bispos Konrad de Lubusz, Jan II de Poznań, Wisław de Włocławek e Gedko II de Płock . Do episcopado polaco, os bispos Johann III Romka de Wrocław e Jan Muskata de Cracóvia possivelmente estiveram presentes pessoalmente ou enviaram o seu consentimento.  Os historiadores geralmente concordam com a lista acima de bispos que participaram da coroação. Certamente há algumas dúvidas sobre a presença de Dom Konrad de Lubusz, que no dia 18 de junho esteve em Praga.  No entanto, como foi observado por Kazimierz Tymieniecki,  ele poderia viajar para Gniezno para a coroação. Não há informações sobre as testemunhas seculares da coroação; certamente muitos dignitários da Grande Polónia e da Pomerélia devem ter chegado.  Da mesma forma, nenhuma fonte aponta para a presença de outros governantes Piasts na cerimônia. 
O consentimento do Papa Bonifácio VIII não foi necessário, porque devido às coroações anteriores a Polónia já era um Reino.  Fontes contemporâneas não confirmam definitivamente que Przemysł II e o Arcebispo obtiveram a aprovação da Santa Sé para a coroação. Apenas a Kronika oliwska  e a Kronika zbrasławska  afirmaram que a coroação ocorreu com tal consentimento.
Se houvesse uma aprovação explícita, isso poderia influenciar o esforço posterior de Władysław, o Cotovelo na altura, para obter a permissão do Papa para a sua própria coroação; a coroação em 1320 ocorreu, no entanto, em circunstâncias muito diferentes, porque Władysław tinha um concorrente ao trono na pessoa do rei João da Boêmia e o papado foi então fortemente influenciado pela corte francesa.  Em 1295 o Papado era uma entidade independente e o episcopado polaco podia aguardar com mais calma os esperados protestos de Venceslau II.
Independentemente de Przemysł II ter obtido ou não o consentimento do Papa, a legalidade da sua coroação não foi questionada pelos seus contemporâneos. Mesmo a checa Kronika zbrasławska não negou o título real de Duque da Grande Polónia, embora o tenha chamado de Rei de Kalisz .  Finalmente, Venceslau II restringiu as suas ações apenas a protestos diplomáticos tanto a Przemysł II (onde tentou persuadi-lo a renunciar à coroa) como à Cúria Papal. 
A coroação de Przemysł II deu origem a uma disputa entre historiadores sobre a extensão do seu reino. Stanisław Kutrzeba apontou que Przemysł II, de fato, foi coroado Rei da Grande Polónia .  Esta teoria causou uma discussão acalorada, que até hoje não dá uma resposta clara sobre o estatuto monárquico de Przemysł II.  Seria de esperar, no entanto, que Przemysł II quisesse reviver através da coroação o antigo Reino da Polónia, o que também concorda com a inscrição no selo pós-coroação Reddidit ipse pronis victricia signa Polonis,  embora na realidade Przemysł II fosse politicamente limitado para a Grande Polónia e Pomerânia de Gdansk.

### Reinado e assassinato
Após a coroação, Przemysł II foi para a Pomerélia e veio para Słupsk em 30 de julho, onde confirmou os privilégios dos mosteiros cistercienses em Oliwa e Żarnowiec.  Visitou então outras grandes cidades: Gdańsk, Tczew e Świecie. Em agosto de 1295 regressou à Grande Polónia, mas em outubro esteve novamente em Gdańsk.  Isto demonstra a importância do Ducado da Pomerélia para Przemysł II.
Tendo em conta o facto de estes acontecimentos terem ocorrido no século XIII, as fontes que forneceram quaisquer detalhes sobre a morte de Przemysł II são duvidosas; a Kronika wielkopolska não mencionou  os acontecimentos em Rogoźno.
As fontes estão divididas  sobre quem são os autores do assassinato do rei polonês: os margraves de Brandemburgo, algumas famílias polonesas (os Nałęczs ou Zarembas ou as duas famílias ao mesmo tempo) e, finalmente, tentativas de reconciliar as duas teorias .
Uma das primeiras fontes que devem ser levadas em conta foi a quase contemporânea Rocznik kapituły poznańskiej.  Os registros mostram que os marquês de Brandemburgo, Oto V, outro Otão (talvez Oto IV), e João IV, sobrinho de Przemysł II (como filho de sua irmã mais velha, Constança), enviaram um exército que chegou na madrugada de 8 de fevereiro de 1296. para a cidade de Rogoźno, onde o Rei passou o Carnaval para sequestrá-lo. Porém, por ter mostrado forte resistência e ter sido ferido, os homens, não conseguindo levá-lo ferido para Brandemburgo, acabaram por matá-lo. O motivo do crime foi o ódio dos marquês ao rei polaco por causa da sua coroação.

O assassinato do rei Przemysł II por homens dos marquês de Brandemburgo também foi apoiado pela Kronika oliwska (Crônica de Oliva), que estipula que após a coroação:
«Viveu um ano, foi capturado pelo ajudante de Valdemar, Marquês de Brandemburgo, e foi assassinado em vingança por sua esposa, a santa Lukarda, que ele suspeitava ter matado antes.»
Com alta probabilidade, presume-se que a primeira parte desta informação foi traduzida do Liber Mortuorum Monasterii Oliviensis  pelo autor da Kronika oliwska, Abade Stanisław, e a mensagem sobre os motivos do assassinato como uma vingança pela morte de Ludgarda a morte é o resultado de uma última adição do Abade. Esta passagem estabeleceu a principal indicação de que Margrave Valdemar de Brandemburgo era culpado do crime; porém, durante os trágicos acontecimentos ele não poderia ter participado porque em 1296 tinha menos de 15 anos. Waldemar certamente ganhou notoriedade apenas por volta de 1308, após sua tentativa fracassada de tomar a Pomerânia. 
Outra fonte anterior que escreveu sobre a morte de Przemysł II nas mãos de Brandemburgo foi o Rocznik kołbacki do mosteiro cisterciense em Kołbacz, na Pomerânia Ocidental . A breve informação é valiosa principalmente porque foi o único que nomeou o autor direto do crime, um homem chamado Jakub Kaszuba.  O problema é que nada de certo sobre ele foi encontrado em outras fontes e, além disso, o nome de Piotr, sob o que é conhecido na crônica Przemysł II, causa grande surpresa.  Muito provavelmente isso é um erro do autor.
Finalmente, outra fonte que acusou os marquês de Brandemburgo foi a Crônica de Henrique de Hertford, relativa posteriormente, que embora escrita em meados do século XIV, era bastante confiável porque era da Alemanha (e, portanto, insuspeita de ser parcial). Lá ele afirmou que Przemysł II morreu durante uma guerra entre Brandemburgo e a Grande Polônia. Outro cronista alemão, que acusou inequivocamente a Casa de Ascania foi Dietmar de Lübeck,  que também apontou que a esposa de Przemysł II, Margaret, participou na conspiração que o matou, devido às suas relações familiares. Não se sabe se o cronista encontrou esta informação, em fontes anteriores, ou a deduziu com base na simples relação: por ser de família acusada do homicídio, Margarida teve que participar.

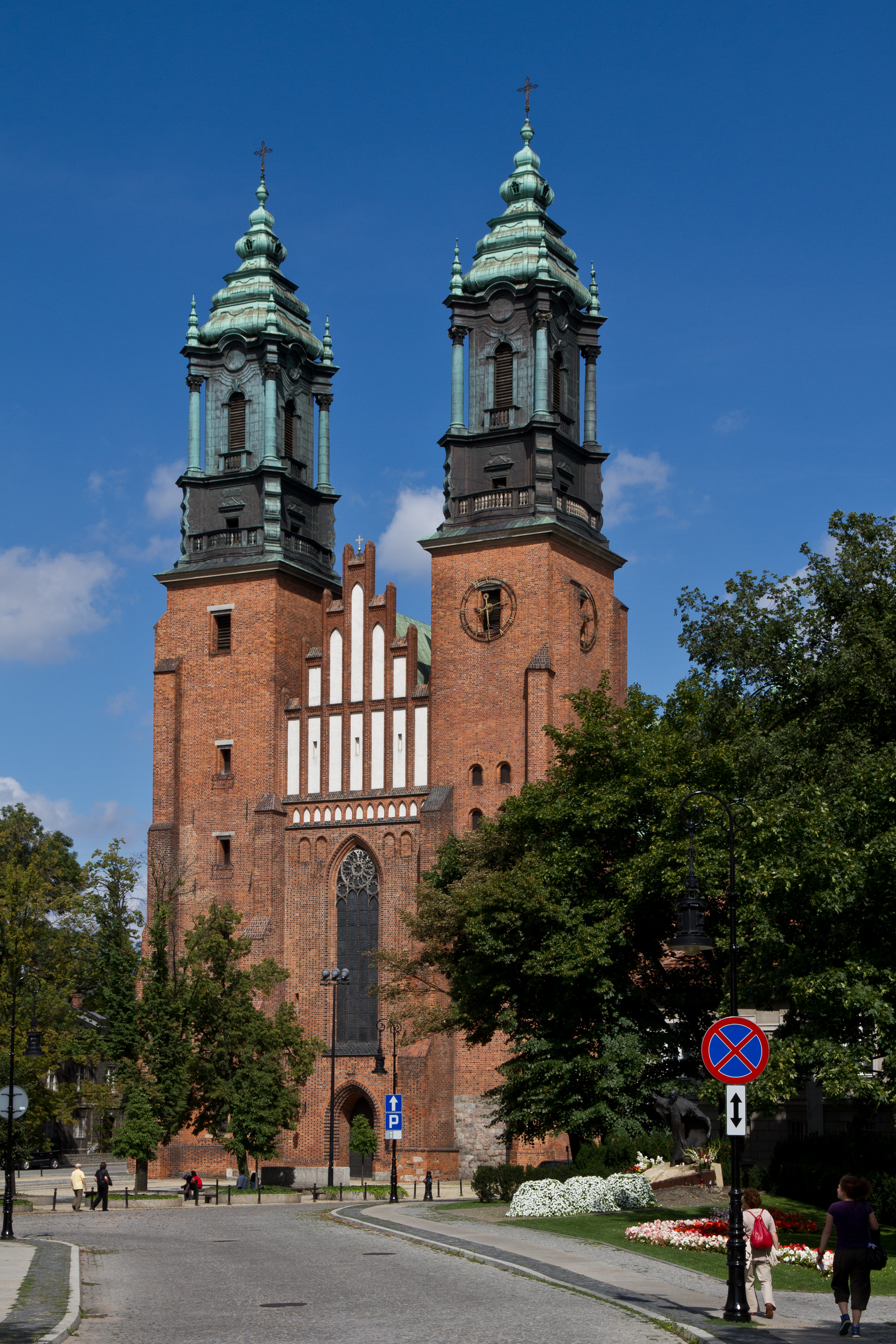
Basílica Arquicatedral de São Pedro e São Paulo em Poznań, local de sepultamento de Przemysł II

Existem várias fontes, tanto polacas como estrangeiras, que acusaram algumas famílias nobres polacas como autoras do crime. Entre as fontes polacas que estabeleceram este facto estão: o Rocznik małopolski  no codec Szamotuły, o Rocznik Sędziwoja  e o Kronika książąt polskich.  A prioridade deve ser dada ao Rocznik Traski cronologicamente mais próximo.  Extremamente importante é também o testemunho de Jan Łodzia, Bispo de Poznań durante a Guerra Polaco-Teutónica de 1339, porque partiu de uma pessoa que participou na vida política da Grande Polónia daqueles tempos. 
As fontes estrangeiras que descreveram o crime e apontaram os culpados são: os Annales Toruniensis (data do início do século XV),  o Kronika zbrasławska (datado do século XIV)  e o Latopis hipacki, que foi escrito na primeira metade do século XIV.  Das crónicas acima mencionadas (da Pequena Polónia, da Boémia e da Rússia de Kiev), os principais perpetradores da morte do Rei foram famílias nobres da Grande Polónia. Estas famílias foram identificadas como Zarembas (de acordo com o Rocznik małopolski) ou como Nałęczs com a ajuda dos Zarembas (de acordo com o Latopis hipacki).
Finalmente, um terceiro grupo de fontes acusou tanto os marquês de Brandemburgo quanto as famílias nobres polonesas do assassinato; por exemplo, o Rocznik świętokrzyski nowy .  Informações quase idênticas foram mostradas no Katalog biskupów krakowskich, datado do século XV; no entanto, há um acréscimo que também indica que Venceslau II e um grupo de príncipes polacos não identificados estão envolvidos no crime.  Não se sabe se o autor mencionou o envolvimento de Venceslau II como uma simples dedução: por ter sido ele o maior beneficiado por este crime, deve ser o autor.  Por último, Jan Długosz indicou que as famílias Zaremba e Nałęcz, com a ajuda de alguns "saxões", são as autoras do crime,  facto também relatado por Marcin Bielski  e Marcin Kromer. 
8 de fevereiro de 1296 é amplamente reconhecida como a data do crime. Na verdade, aparece no Rocznik Traski,  Rocznik małopolski,  Rocznik Świętokrzyski nowyw,  Kalendarz włocławski  e o Liber mortuorum monasterii Oliviensis .  As datas fornecidas pelo Rocznik kapituły poznańskiej (6 de fevereiro)  e pelo Nekrolog lubiński (4 de fevereiro) , bem como os relatórios de Jan Długosz  são consideradas errôneas.
Quanto ao local da morte, os historiadores consideram precisas as versões do Rocznik małopolski ("prope oppidum Rogoszno")  ou do Rocznik Sędziwoja ("ante Rogoszno"),  que afirmavam que Przemysł II foi morto perto de Rogoźno.
O corpo de Przemysł II, de 39 anos, foi enterrado na Catedral Basílica de São Pedro e São Paulo em Poznań, de acordo com o Rocznik kapituły poznańskiej.  O funeral foi presidido pelo bispo Jan. Multidões de nobres, clérigos, cavaleiros e cidadãos comuns participaram da procissão.

### Reconstrução do assassinato

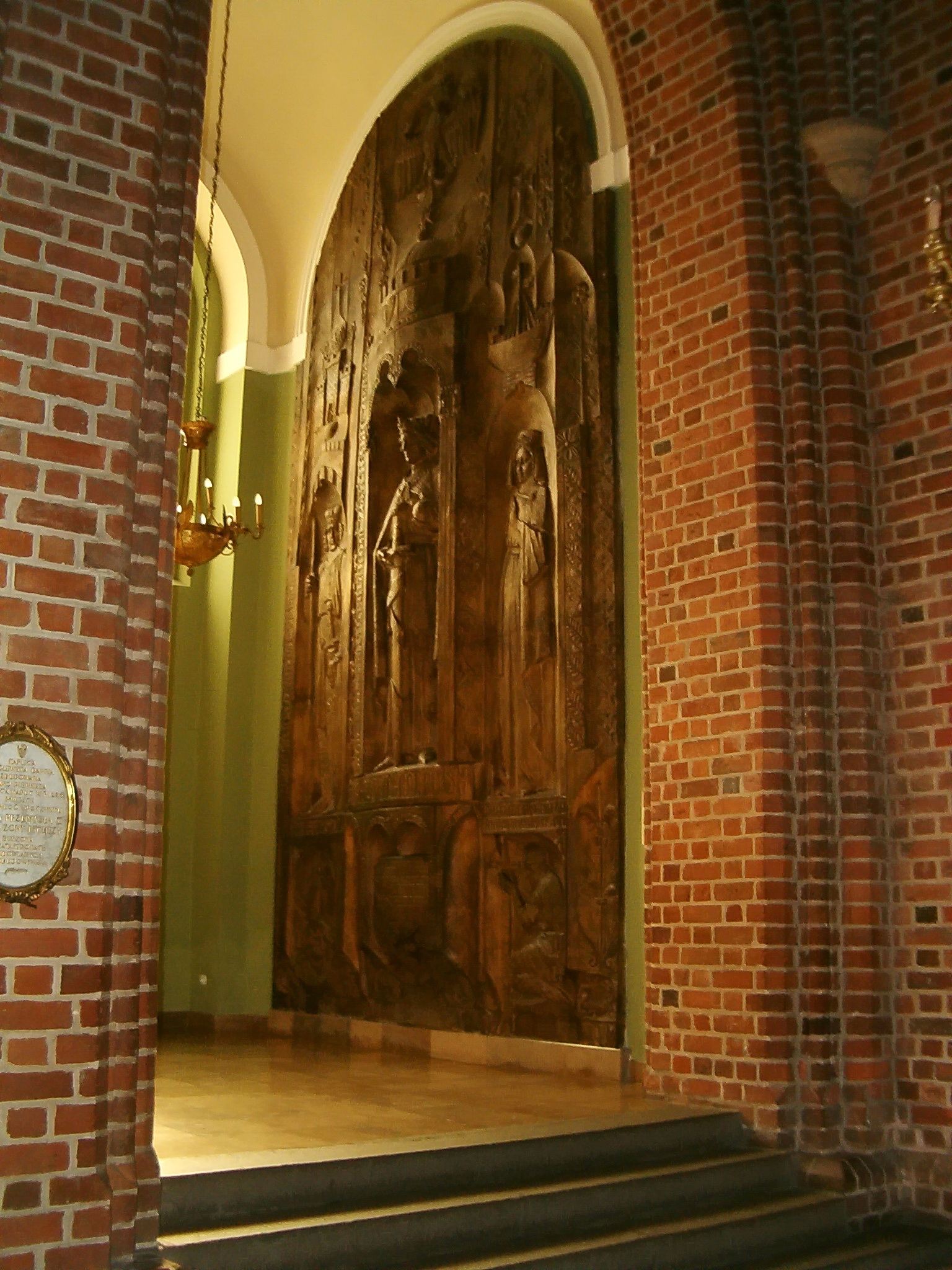
Epitáfio de Przemysł II na Capela Real de Poznań Arquicatedral Basílica de São Pedro e São Paulo

A morte de Przemysł II como resultado de uma tentativa fracassada de sequestro foi motivo de interesse entre historiadores.  As circunstâncias da morte do último membro da linha Piast da Grande Polônia foram estudadas especificamente por Karol Górski,  Kazimierz Jasiński,  Zygmunt Boras,  Bronisław Nowacki  e Edward Rymar.  A importância na história polaca da morte de Przemysł II também foi relevante nas obras de Władysław Karasiewicz  e Jan Pakulski,  devido ao papel das famílias Nałęcz e Zaremba.

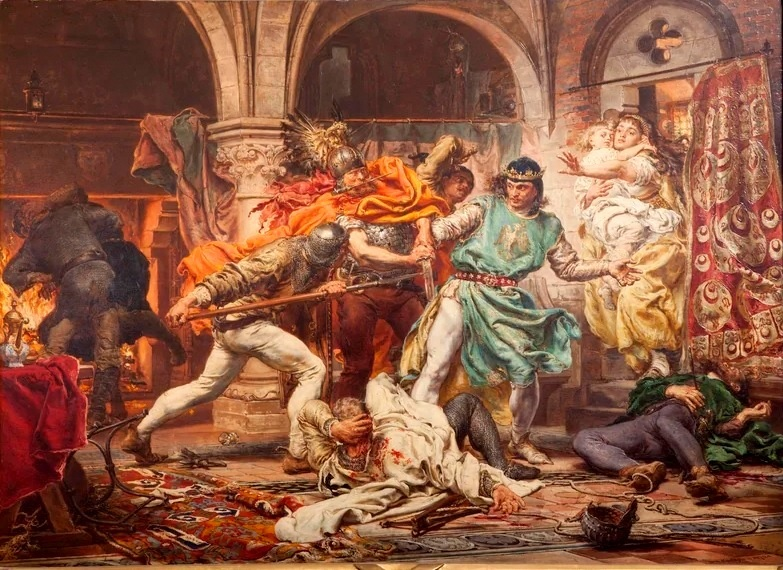
A Morte do Rei Premislau II por Jan Matejko, 1875

Em 1295, o rei passou o Natal em Gniezno, onde se encontrou com Władysław I, o Cotovelo.  O motivo desta reunião é desconhecido. Provavelmente foi discutida a possibilidade de recuperação da Pequena Polónia, assim como a derrota de Brandemburgo. Em qualquer caso, estas conversas poderiam ser mostradas como uma ameaça pelos Margraves de Brandemburgo, que ainda observam ansiosamente a herança da Pomerélia por Przemysł II após a morte de Mestuíno II e a sua coroação real.  Mas a principal preocupação da Casa de Ascania era óbvia para todos: a união do Reino da Polónia, e que mais cedo ou mais tarde Przemysł II reivindicaria as terras confiscadas pelos Margraves na Grande Polónia.

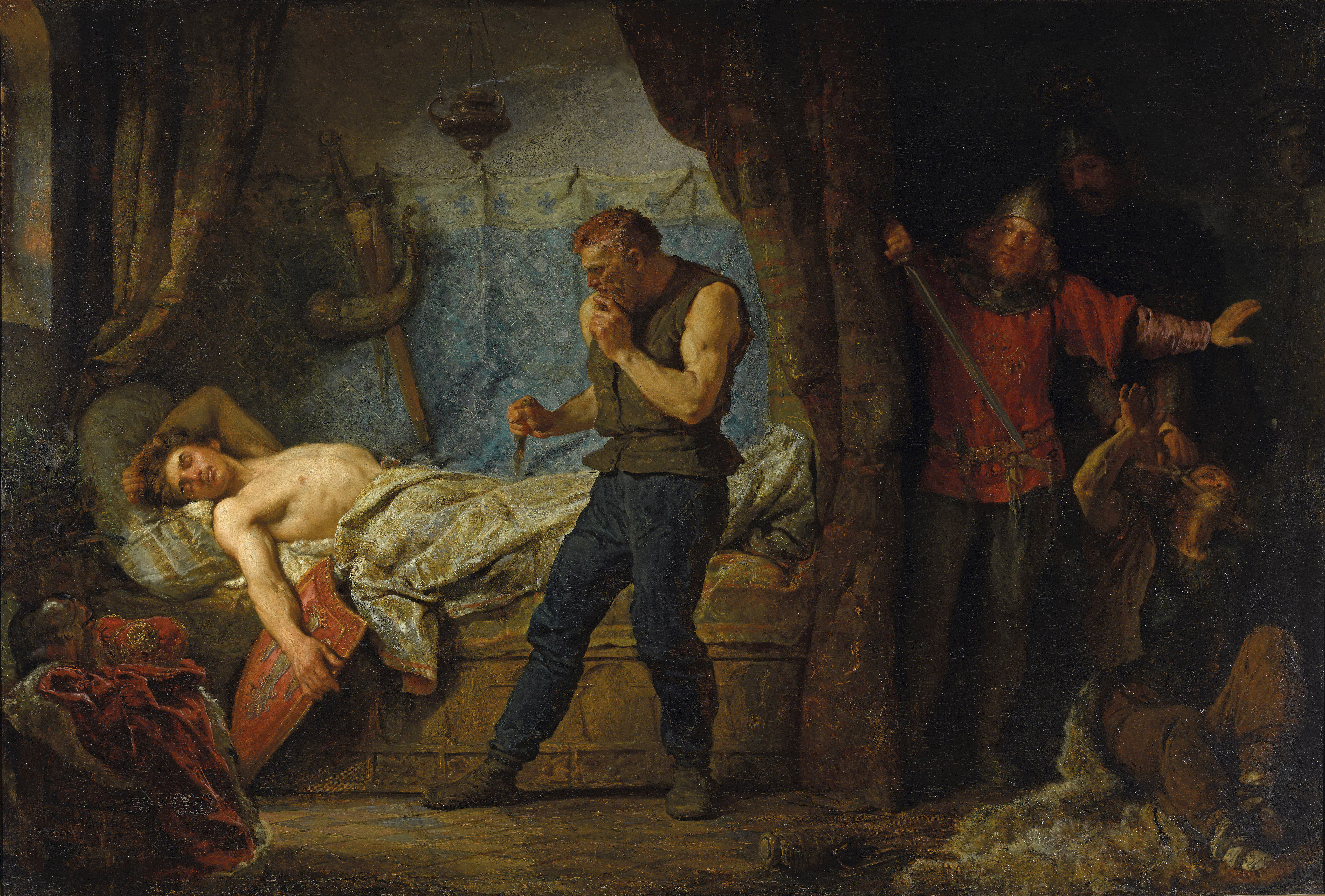
Assassinato do Rei Premislau II por Wojciech Gerson, 1881

Depois de 25 de janeiro de 1296, o rei deixou sua capital e certamente em 3 de fevereiro já estava em Pyzdry. Para os últimos dias do Carnaval (entre 4–7 de fevereiro) Przemysł II decidiu passar estas festividades na cidade de Rogoźno.
Saindo de Pyzdry, o rei certamente não pensou que apenas 30km de distância, na cidade de Brzezina, em Brandemburgo, estão os dois irmãos Margraves Oto IV e Conrado, e os filhos deste último: Otto VII, João IV e provavelmente também o mais novo, Valdemar.  Eles foram cuidadosamente informados por traidores do círculo íntimo de Przemysł II sobre o itinerário do rei para os próximos dias.
Entretanto, Przemysł II participou nos tradicionais torneios e serviços religiosos do Carnaval. A guarda de segurança do Rei tornou-se mais fraca, especialmente desde provavelmente 8 de Fevereiro. Nesse dia começaram os quarenta dias da Quaresma, e antes de partir novamente a comitiva quis descansar.
O plano de raptar o Rei pelos Marquês de Brandemburgo foi amplamente detalhado pelos Roczniki małopolski .  Provavelmente queriam obter de Przemysł II a renúncia da Pomerélia e com isso, os seus planos para a unificação do Reino Polaco. O contingente provavelmente era composto por dezenas de pessoas, pois fazia com que o sequestro em território hostil exigisse preparação adequada. O comando direto do exército foi confiado, segundo o Rocznik kołbacki  a um certo Jakub, que foi identificado por Edward Rymar  como Jakub Guntersberg (Jakub Kaszuba).
Embora a participação pessoal dos Margraves no sequestro  tenha sido declarada no Rocznik kapituły poznańskie  e na crônica de Jan Długosz,  este fato parece improvável, porque eles não arriscariam suas vidas, sem certeza de sucesso. Em qualquer caso, um exército de algumas dezenas de homens partiu na noite de 7 de fevereiro (provavelmente após o pôr do sol), pelo caminho mais curto através de Noteć até ao local onde Przemysł II permaneceu. Como afirmou Karol Górski,  o pôr do sol de 7 de fevereiro (ou propriamente de 30 de janeiro, se levarmos em conta a subsequente reforma do calendário) ocorreu às 16h48, e o nascer do sol ocorreu por volta das 7h38, o que deu quatorze horas para o exército alcançar silenciosamente seu alvo.
O ataque ocorreu no início da manhã de 8 de fevereiro, na Quarta-feira de Cinzas, quando os guarda-costas do Rei dormiam profundamente. Apesar disso, eles conseguiram organizar uma defesa sob a orientação pessoal do rei, mas os atacantes eram numerosos demais para serem superados. O objetivo principal do povo de Jakub Kaszuba era a captura de Przemysł II; eles só tiveram sucesso depois que o rei, coberto de numerosos ferimentos, caiu no chão. O exército de Brandemburgo feriu gravemente o seu cavalo ao fugir em direção à fronteira com a Silésia (provavelmente com a intenção de confundir o exército polaco). Logo, os sequestradores perceberam que não conseguiriam trazer o Rei vivo, e o prisioneiro apenas atrasou a fuga. Decidiu então o assassinato do Rei, feito feito pessoalmente por Kaszuba.  Uma tradição tardia diz que o assassinato ocorreu provavelmente na aldeia de Sierniki,  cerca de 6,5km a leste de Rogoźno. O corpo do Rei foi abandonado na estrada, onde foi encontrado pelos cavaleiros envolvidos na perseguição. O local onde o crime foi cometido e seu corpo foi encontrado (pl: porąbania) era tradicionalmente denominado Porąblic. Os assassinos nunca foram pegos.
Assim, há muitas evidências convincentes da participação dos Marquês de Brandemburgo no assassinato. Segundo Kazimierz Jasiński,  essa ação eficiente não seria possível sem a participação de pessoas próximas a Przemysł II. Os historiadores estão divididos sobre quais das duas famílias nobres, Nałęcz ou Zaremba, participaram deste evento. Os Zarembas são mais suspeitos com base nos escritos do Rocznik małopolski :;  a rebelião de 1284, certamente causou uma deterioração nas suas relações com o rei. Sobre a família Nałęcz, não há acusação contra eles no Rocznik świętokrzyskiego nowy  ou na crônica de Długosz;  de fato, a historiografia moderna escreve sobre a relação amigável de Przemysł II com as famílias Grzymała e Łodzia, e também com os Nałęcz.

## Legado
Embora a morte de Przemysł II, último membro masculino da linhagem Piast da Grande Polónia, tenha certamente surpreendido os seus vizinhos (incluindo Brandemburgo, cujo objectivo era raptar o rei, e não o seu assassinato), provocou a rápida intervenção de todas as forças que queriam tomar o poder em seus domínios. Provavelmente ainda em Fevereiro, e em Março, a Grande Polónia estava no meio de um confronto entre Ladislau I, o Breve (apoiado por Boleslau II da Masóvia)  e Henrique III de Głogów (com a ajuda de Bolko I de Opole). 
A guerra, se realmente aconteceu, não durou muito, porque em 10 de março de 1296 foi assinado um armistício em Krzywiń.  Nos termos do acordo, o Elbow-high aceitou os direitos do Duque de Głogów sobre a Grande Polónia, seguindo os termos do seu tratado anterior com Przemysł II. Além disso, o duque de Kujawy adotou o filho mais velho de Henrique III, Henrique, como seu herdeiro, garantindo ao mesmo tempo que, no momento de sua maioridade, o cotovelo lhe forneceria o Ducado de Poznań. 
Não se sabe por que Władysław I, o Cotovelo, considerou que Henrique III de Głogów tinha melhores direitos sobre a Grande Polônia do que ele. Geralmente, os historiadores acreditam que provavelmente foi por causa da ameaça constante de Brandemburgo, que se apoderou das terras de Noteć e dos castelos de Wieleń, Czarnków, Ujście, Santok e Drezdenko. 
A segunda razão para o rápido acordo de Władysław I, o Cotovelo-alto, com Henrique III de Głogów foi a intervenção em Gdańsk de seu sobrinho Leszek de Inowrocław, que reivindicou esta parte das terras de Przemysł II.  Finalmente, graças à rápida intervenção do Elbow-high na Pomerelia, Leszek retirou-se para os seus domínios paternos em Inowrocław após receber como compensação a cidade de Wyszogród.
Com a morte de Przemysł II veio a divisão de seus domínios, e somente graças à reação instantânea de Ladislau I, as perdas contra Brandemburgo, Głogów e Kujawy foram relativamente pequenas.

## Selos e moedas

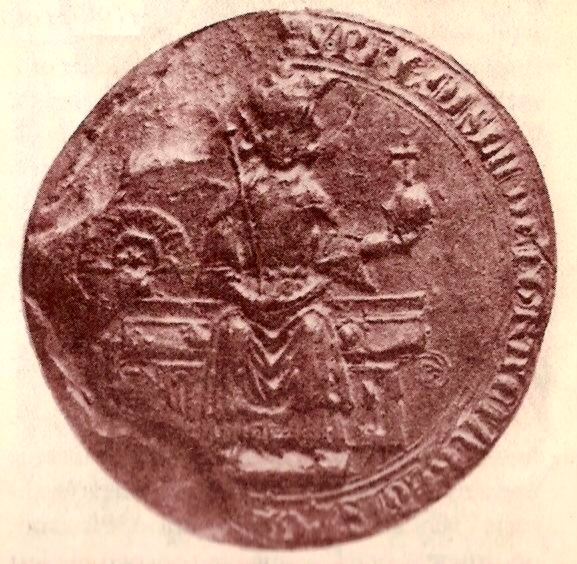
Selo de Premislau II, nomeando-o Premisl II Dei Gracia Regis Poloniae Domini Pomeraniae

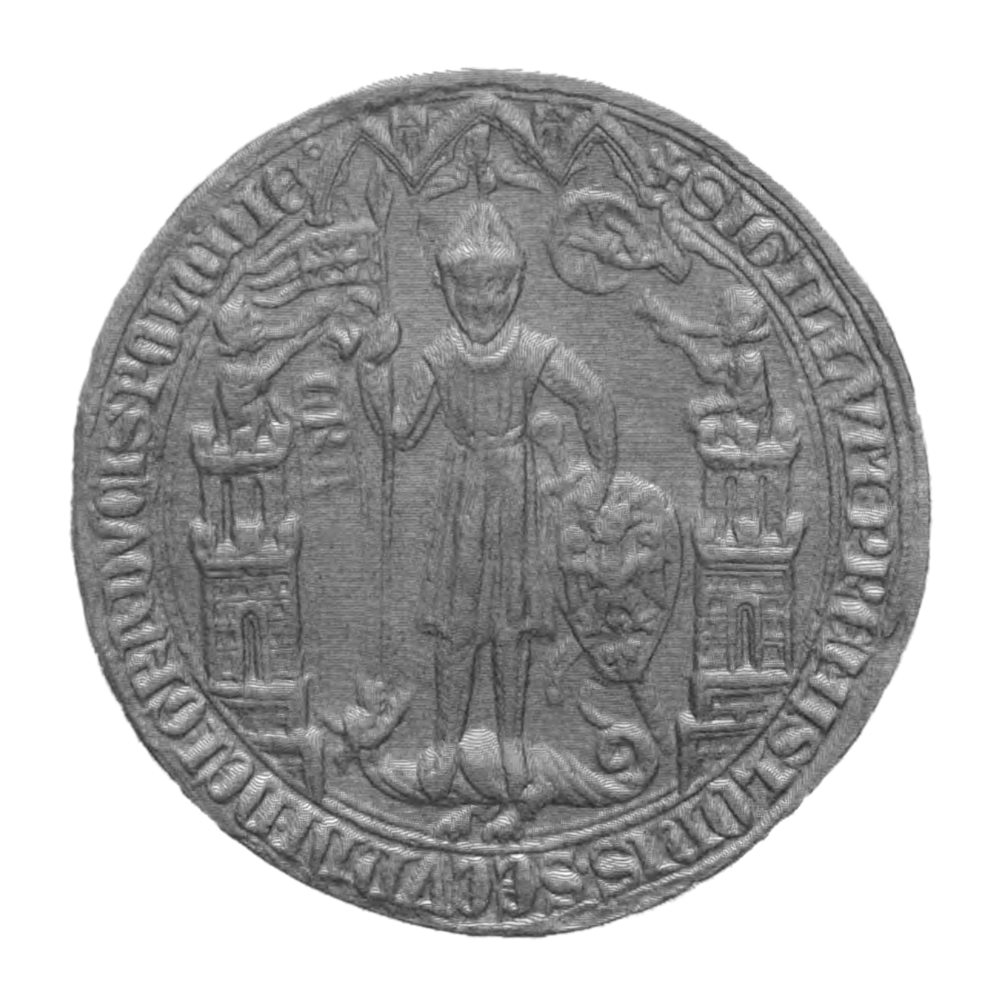
Um selo representando Premislau II em armadura

Durante o seu reinado, Premislau II teve apenas cinco selos:
- O primeiro selo foi herdado de seu pai e manifesta uma figura em pé com uma flâmula na mão direita e um escudo na esquerda. No mostrador há um leão escalador. Em ambos os lados da forma aparecem torres em pé, com trompetistas tocando trombetas. O caráter da mão do príncipe é mostrado como uma bênção de Deus. Ao redor de uma inscrição: "Sig. Premislonis Dei Gra(cia) Ducis Polonie". Consequentemente, este selo foi usado de forma conclusiva entre os anos 1267-1284.
- O segundo selo e brasão mostra um leão escalador, e ao redor está a inscrição: "S. Premizlonis Dei Gra(cia) Ducis Polonie". Premislau II usou esta forma de selo durante 1267–1289.
- O terceiro selo, representando os mesmos elementos do primeiro (a figura é, no entanto, maior e no mostrador em vez de um leão aparece uma águia sem coroa), traz a inscrição: "Sig Premislonis Secundi Dei Gra(cia) Ducis Polonie". É conhecido apenas por um único documento emitido em 12 de setembro de 1290.
- O quarto selo, usado durante os anos 1290-1295, é maior que os anteriores e mostra o príncipe em pé com um boné pontudo na cabeça. Na mão esquerda segura um escudo com uma águia coroada, na direita uma flâmula com uma águia coroada, sobre a qual corre uma fita com a inscrição "Et Cra". [279] Na parte inferior do selo há um dragão pisoteado pelo governante. Na borda traz a mesma inscrição do terceiro selo.
- O quinto selo foi usado por Przemysł II após sua coroação, durante 1295–1296. O novo selo é majestoso e mostra no anverso o rei sentado num trono com uma longa túnica e cabelos compridos, usando uma coroa na cabeça, segurando na mão esquerda uma maçã com uma cruz no cetro direito. À direita do rei, o trono ostenta um capacete com penas. Uma inscrição ao redor do selo é mostrada: "S. Premislii Dei Gracia. Regis. Polonie (et Ducis) Pomoranie". [280] Inclui também a inscrição, segundo K. Górski (em "Rocznik Gdański", XII, 1938, p.29): " S(igillum) Premislii Dei Gracia Regis Polonorum et Ducis Pomora(nie) ". A inscrição no selo levanta algumas dúvidas devido aos danos na cópia preservada do selo segundo a reconstrução de Stanisław Krzyżanowski [280] diz: "Reddidit Ips(e Deus) Victricia Signa. Polonis".

Os historiadores não concordam por que Premislau II substituiu o selo usado por seu pai e tio por um leão e uma águia. Acredita-se que ou ele queria enfatizar sua precedência da dinastia Piast (a águia no brasão também foi usada por Ladislau III Spindleshanks e Ladislau Odonic), ou com o símbolo queria enfatizar seus direitos herdados de Henrique IV. 
Não existe nenhuma moeda conhecida que possa certamente ser atribuída a Premislau II. No entanto, devido à existência de casas da moeda, confirmada por fontes,  é possível que muitas representações de moedas tenham sido mal interpretadas por especialistas. Alguns historiadores atribuíram ao governante da Grande Polónia dois tipos de moedas: a Bracteate, conservada em sete exemplares, mostrando um retrato de perfil com uma coroa, segurando nas mãos uma espada, e uma moeda conservada num único exemplar, que difere da no primeiro modelo a inscrição "REX" e o arnês de coroação (no segundo exemplar aparece encimado por uma cruz). Ambas as moedas lembram o Denário da época de Boleslau II, o Generoso. 

## Política econômica
Devido à natureza das fontes existentes da época de Premislau II (documentos e textos narrativos que registam principalmente -se não exclusivamente- acontecimentos políticos) é difícil indicar quais eram os principais planos de ação do Rei na esfera económica. O aliado mais importante de Premislau II foi a Igreja Católica Romana, e por razões óbvias (copistas e tradutores, na grande maioria, são do clero) a maioria dos documentos que detalhavam a sua colaboração foram preservados até hoje.
Um dos aliados políticos mais importantes de Premislau II foi Jakub Świnka, Arcebispo de Gniezno. Já em 8 de janeiro de 1284 conseguiu obter a vila de Polanów.  Uma graça muito mais importante do Rei ao Arcebispo Jakub foi recebida em 1º de agosto, quando ele obteve o direito de cunhar suas próprias moedas em Żnin e no castelão de Ląd. Além disso, sob o privilégio de cunhar moedas, o Arcebispo deveria ser tratado como igual ao governante da Grande Polónia.  Dois anos depois, em 20 de junho de 1286, houve uma tentativa fracassada de obter o mesmo privilégio de arcebispo para o duque Bolesław II da Masóvia em Łowicz; isto tornou-se na base da independência económica de Jakub e do poder económico da Grande Polónia.  Além disso, o Bispo de Poznań recebeu doações semelhantes de Przemysł II por exemplo, em 1288 na cidade de Śródka,  em 1289, uma isenção de impostos mercantis para a cidade episcopal de Buk,  e finalmente, em 1290, Foi aprovada a outorga da lei alemã para Słupca . Por razões políticas, não há apoio semelhante a outros bispos - com uma exceção - em 1287, Przemysł II libertou o Bispo Konrad de Lubusz da atual lei polaca e autorizou a implementação da lei alemã na sua diocese. 
O governante da Grande Polónia também tentou apoiar as ordens monásticas. As fontes sobreviventes mostraram que entre os mais favorecidos estavam os cistercienses e especialmente seus mosteiros em Ląd (que receberam doações nos anos 1280, 1289, 1291 e 1293),  Łekno (1280, 1283, 1288),  e Gościkowo (1276, 1277, 1290).  Aqueles que gozavam de um pouco menos de apoio incluíam os beneditinos (especialmente o mosteiro de Lubin, que recebeu privilégios nos anos 1277, 1294, 1296),  e os dominicanos (seu convento em Poznań recebeu em 1277 o direito de pescar no Warta,  e o mosteiro de Wronki (subsídios monetários). Przemysł II também concedeu pequenos privilégios às ordens militares: os Templários,  os Hospitalários,  e os Cônegos do Santo Sepulcro. 
Premislau II também favoreceu a classe média e, felizmente, até hoje sobreviveram muitos documentos a esse respeito. Em 1280, a capital Poznań comprou terras e serviços públicos do governo e recebeu receitas de barracas e matagais. Três anos depois, os comerciantes foram libertados do pagamento de alguns impostos na Grande Polónia.  A segunda principal cidade da Grande Polónia, Kalisz, recebeu em 1282 a confirmação de alguns direitos anteriormente concedidos por Bolesław, o Piedoso.  Em 1283, o duque estendeu os privilégios de cidade a todas as cidades da Grande Polônia seguindo o modelo de Kalisz (Privilégio de Kalisz).  Em 1287, outra cidade recebeu privilégios para a comunidade judaica estabelecer um cemitério local na vila de Czaszki  ). Em 1289 uma cidade obteve autorização para a construção de cinco farmácias e a autorização de uma sexta ). Em 1291, os vendedores de tecidos receberam do Duque as receitas dos direitos aduaneiros, e a cidade recebeu 12 terrenos para pastagem ). Em 1292 foi concedida uma isenção de direitos aduaneiros cobrados em Ołobok. ) Em 1294, privilégios nobres, baseados nas leis alemãs anteriores e existentes, foram concedidos na cidade de Kalisz ).
Além dos privilégios concedidos a Poznań e Kalisz, outros privilégios individuais concedidos a Pyzdry em 1283 (isenção do pagamento de direitos aduaneiros aos comerciantes da Grande Polónia ), a Rogoźno em 1280 (implementação da lei alemã ) e Elbląg em 1294 (confirmação de privilégios dados por Mestwin II ).

## Ancestrais
|  |                                  |  |  |  |  |  |  |  |  |  |  |  |  |  |  |  |
|  | 8. Odon da Grande Polônia        |  |  |  |  |  |  |  |  |  |  |  |  |  |  |  |
|  |                                  |  |  |  |  |  |  |  |  |  |  |  |  |  |  |  |
|  |                                  |  |  |  |  |  |  |  |  |  |  |  |  |  |  |  |
|  | 4. Ladislau III Odonic           |  |  |  |  |  |  |  |  |  |  |  |  |  |  |  |
|  |                                  |  |  |  |  |  |  |  |  |  |  |  |  |  |  |  |
|  |                                  |  |  |  |  |  |  |  |  |  |  |  |  |  |  |  |
|  | 9. Viacheslava de Aliche         |  |  |  |  |  |  |  |  |  |  |  |  |  |  |  |
|  |                                  |  |  |  |  |  |  |  |  |  |  |  |  |  |  |  |
|  |                                  |  |  |  |  |  |  |  |  |  |  |  |  |  |  |  |
|  | 2. Premislau I da Grande Polônia |  |  |  |  |  |  |  |  |  |  |  |  |  |  |  |
|  |                                  |  |  |  |  |  |  |  |  |  |  |  |  |  |  |  |
|  |                                  |  |  |  |  |  |  |  |  |  |  |  |  |  |  |  |
|  | 10. Mestuíno I da Pomerélia      |  |  |  |  |  |  |  |  |  |  |  |  |  |  |  |
|  |                                  |  |  |  |  |  |  |  |  |  |  |  |  |  |  |  |
|  |                                  |  |  |  |  |  |  |  |  |  |  |  |  |  |  |  |
|  | 5. Edviges da Pomerélia          |  |  |  |  |  |  |  |  |  |  |  |  |  |  |  |
|  |                                  |  |  |  |  |  |  |  |  |  |  |  |  |  |  |  |
|  |                                  |  |  |  |  |  |  |  |  |  |  |  |  |  |  |  |
|  | 11. Swinislawa da Polônia        |  |  |  |  |  |  |  |  |  |  |  |  |  |  |  |
|  |                                  |  |  |  |  |  |  |  |  |  |  |  |  |  |  |  |
|  |                                  |  |  |  |  |  |  |  |  |  |  |  |  |  |  |  |
|  | 1. Premislau II, o Póstumo       |  |  |  |  |  |  |  |  |  |  |  |  |  |  |  |
|  |                                  |  |  |  |  |  |  |  |  |  |  |  |  |  |  |  |
|  |                                  |  |  |  |  |  |  |  |  |  |  |  |  |  |  |  |
|  | 12. Henrique I, o Barbudo        |  |  |  |  |  |  |  |  |  |  |  |  |  |  |  |
|  |                                  |  |  |  |  |  |  |  |  |  |  |  |  |  |  |  |
|  |                                  |  |  |  |  |  |  |  |  |  |  |  |  |  |  |  |
|  | 6. Henrique II, o Piedoso        |  |  |  |  |  |  |  |  |  |  |  |  |  |  |  |
|  |                                  |  |  |  |  |  |  |  |  |  |  |  |  |  |  |  |
|  |                                  |  |  |  |  |  |  |  |  |  |  |  |  |  |  |  |
|  | 13. Edviges da Merânia           |  |  |  |  |  |  |  |  |  |  |  |  |  |  |  |
|  |                                  |  |  |  |  |  |  |  |  |  |  |  |  |  |  |  |
|  |                                  |  |  |  |  |  |  |  |  |  |  |  |  |  |  |  |
|  | 3. Isabel da Polônia             |  |  |  |  |  |  |  |  |  |  |  |  |  |  |  |
|  |                                  |  |  |  |  |  |  |  |  |  |  |  |  |  |  |  |
|  |                                  |  |  |  |  |  |  |  |  |  |  |  |  |  |  |  |
|  | 14. Otacar I da Boêmia           |  |  |  |  |  |  |  |  |  |  |  |  |  |  |  |
|  |                                  |  |  |  |  |  |  |  |  |  |  |  |  |  |  |  |
|  |                                  |  |  |  |  |  |  |  |  |  |  |  |  |  |  |  |
|  | 7. Ana da Boêmia                 |  |  |  |  |  |  |  |  |  |  |  |  |  |  |  |
|  |                                  |  |  |  |  |  |  |  |  |  |  |  |  |  |  |  |
|  |                                  |  |  |  |  |  |  |  |  |  |  |  |  |  |  |  |
|  | 15. Constança da Hungria         |  |  |  |  |  |  |  |  |  |  |  |  |  |  |  |
|  |                                  |  |  |  |  |  |  |  |  |  |  |  |  |  |  |  |
|  |                                  |  |  |  |  |  |  |  |  |  |  |  |  |  |  |  |